# Clásico del fútbol costarricense
El Superclásico del fútbol costarricense es el partido de fútbol disputado por los clubes Deportivo Saprissa y Liga Deportiva Alajuelense de la Primera División de Costa Rica. Según encuestas los seguidores de estos equipos constituyen cerca del 75% de hinchas al fútbol del país, el 70% de la población aproximadamente. Saprissa es el equipo tibaseño, de la Provincia de San José, equipo de la capital porque se fundó en San José en 1935 y Alajuelense es el equipo de Alajuela, la segunda ciudad más poblada del país.

## Historia
Los clásicos de fútbol en Costa Rica se dividen en dos períodos, el primero entre 1921-1948 donde la máxima rivalidad era entre el Club Sport La Libertad y el Club Sport Herediano, el actual súper clásico nació en 1949 entre Saprissa y Alajuelense. El primer enfrentamiento había sido un 12 de octubre de 1949, el marcador fue 6-5 a favor de Alajuelense, el 6-5 fue curiosamente el clásico con más goles anotados hasta hoy. En esa época era común observar resultados abultados en el fútbol costarricense sin embargo cuando estos equipos se enfrentaban los resultados eran ajustados por lo cual estos partidos empezaron a despertar el interés.
El 27 de julio de 1954 se da un hecho histórico cuando en la asamblea ordinaria de la Federación Nacional de Fútbol se acuerda anular el clásico de la última jornada del torneo que se había jugado el 27 de junio y que al minuto 81" es suspendido por darse altercados entre futbolistas al no querer salir de la cancha el rojinegro Nelson Morera luego de ser expulsado debido a la incompetencia del árbitro Humberto Saborío para obligarlo a salir. La decisión final del máximo ente es publicada en los periódicos La Hora, La República, La Prensa Libre y La Nación: "se declara anulado el partido Alajuelense - Saprissa, no habrá reprogramación del mismo ni reparto de puntos"
Después de los 70 Saprissa sacaría ventaja en el balance de victorias jugando en su nuevo estadio el Ricardo Saprissa inaugurado el 27 de agosto de 1972. Saprissa tomaría ventaja gracias a una década llena de clase y buen fútbol hasta alcanzar seis campeonatos seguidos (1972-1977) mientras el club Alajuelense perdió calidad y el buen fútbol durante esos años. 
Por el contrario en la década del 90 el club Alajuelense obtuvo 24 victorias sobre solo 20 de Saprissa (1991-2000) y en la primera mitad de la siguiente década (2000-2003) los Alajuelenses consiguieron 13 clásicos sin derrotas.
A partir de mediados de la década del 2000 Saprissa también tuvo supremacía en el clásico entre los años 2005-2008 donde el Saprissa tuvo una racha de 20 clásicos sin perder (18 de torneo nacional y 2 de Uncaf).

### Datos del clásico
- El primer partido del clásico (resultado 6-5 a favor de Alajuelense) es el de mayor cantidad de goles anotados hasta hoy en un clásico, y fue el clásico donde se le anotaría la mayor cantidad de goles a su respectivo rival. Fue un 12 de octubre de 1949.[11]

- Durante el año de 1953 se jugaron 3 clásicos, en el primero triunfó Saprissa 1-0 el 3 de mayo de 1953, en el segundo triunfó Alajuelense 1-0 el 23 de julio de 1953 y en el tercero empataron 1-1 el 25 de octubre de 1953.

- En 1957 Saprissa y Alajuelense quedarían con puntos igualados en la tabla de posiciones pero Saprissa obtuvo el título nacional por mayor diferencia de goles.[12]

- El 2 de noviembre de 1958 Alajuelense y Saprissa se enfrentaron para cumplir con la última jornada del torneo nacional, a pesar del resultado en contra de Alajuelense, el título nacional lo tenía asegurado los de Alajuelense, pues Saprissa, que estaba en la segunda casilla, no podía alcanzarlos ya que Alajuelense tenía mucho mayor cantidad de puntos y goles que el cuadro morado.

- En la temporada de 1964 Saprissa obtuvo el quinto campeonato de su historia triunfando en el estadio de Alajuela por 3 a 2.

- Un nuevo evento futbolístico entre estos equipos empezó el 14 de noviembre de 1971 cuando ambos se enfrentarían por primera vez en torneos internacionales durante un partido de Concacaf.

- El 17 de octubre de 1971 se dio la mayor presencia de aficionados a un partido de fútbol de primera división de Costa Rica, fue durante un clásico entre Alajuelense y Saprissa con resultado de 0-0 en el Estadio Nacional. El periódico La Nación reportó la cantidad no oficial de 42.000 aficionados.[13][14][15]

- El 26 de junio de 1977 Alajuelense fue local ante el Saprissa, en el Estadio Ricardo Saprissa, encuentro que finalizó 0-3 a favor de los morados.[16]

- En 1991 Alajuelense logró campeonizar por primera vez en el estadio Ricardo Saprissa ganando el segundo juego de la final de esa temporada 1 a 0.

- El 21 de junio de 1992 en el Estadio Ricardo Saprissa se dio la menor presencia de aficionados a un clásico, fue durante un encuentro entre Saprissa y Alajuelense con resultado de 0-0. Se reportó una asistencia de 5.523 aficionados y ¢3.755.000 de taquilla.[17]

- Las mayores asistencias en los estadios de ambos clubes han sido en clásicos. El 20 de diciembre de 1986 se dio la máxima asistencia en el Alejandro Morera Soto, el partido terminó 1-0 a favor de la Liga y se registraron 26.551 espectadores para una suma de ¢4.121.020 colones. En el Ricardo Saprissa Aymá ocurrió el 3 de noviembre de 1991, con resultado 0-1 también a favor de los manudos, donde asistieron 34.302 aficionados, para la suma de ¢20.945.500 colones, de acuerdo al valor de la moneda en la época.

- En la primera década del siglo XXI ambos equipos se dividieron 4 años de dominio en los clásicos, del 2000 al 2003 el invicto total estaría a favor de Alajuelense y del 2005 al 2008 a favor de Saprissa.

- La mayor asistencia a un clásico en el nuevo Estadio Nacional (luego de la demolición del antiguo) se dio en el Alajuelense 3-0 Saprissa, el 10 de noviembre del 2013, con una asistencia 32.631 personas y una recaudación de ¢196.807.000.[18]

- El empate con más cantidad de goles anotados ha sido de 4-4. Dicho juego se efectuó en el Estadio Nacional el 22 de septiembre de 2013.[19]

- Marvin Angúlo del Deportivo Saprissa es el jugador en anotar el gol más rápido en Clásicos: a los 50 segundos en el clásico realizado el 28 de enero de 2018, con resultado 3-1 favorable a los saprissistas.

- Primera vez en la historia del clásico que 3 jugadores extranjeros venidos de un mismo país anotan, el 25 de marzo de 2018 anotaron los hondureños Jerry Bengtson, Róger Rojas y Álex López en el empate 3-3 en el estadio Alejandro Morera Soto.[20][21]

- Mayor cantidad de goles marcados de un club visitante en el estadio de su rival, 6 de octubre de 2019, Alajuelense vence 2-5 a Saprissa en el estadio Ricardo Saprissa.[22]

- El 31 de mayo de 2020 se juega el clásico por primera vez sin aficionados en el estadio Alejandro Morera Soto. Esto es debido a los protocolos sanitarios por la pandemia de COVID-19. El resultado a puerta cerrada fue 2-2.
- Jorge "Cuty" Monge fue el jugador más joven en debutar en clásicos con 15 años, lo hizo con Saprissa, por Alajulense con 17 años, 4 meses y 28 días, Brandon Aguilera.[23]
- El 18 de abril de 2021 se da el resultado más abultado por campeonato Nacional, de visita Alajuelense vence a Saprissa en el estadio Ricardo Saprissa 0-5.[24][25][26]

### Traspasos
- Primer traspaso de un jugador entre Alajuelense y Saprissa: Elías Valenciano en 1951 pasa de Alajuelense a Deportivo Saprissa.  La historia veraz es de todos.[27]

| Saprissa → Alajuelense                                            | Traspaso                                                          | Nac.                                                              | Año                                                               | Alajuelense → Saprissa                                            | Traspaso                                                          | Nac.                                                              | Año                                                               |
| Traspaso de jugadores entre Alajuelense / Saprissa más relevantes | Traspaso de jugadores entre Alajuelense / Saprissa más relevantes | Traspaso de jugadores entre Alajuelense / Saprissa más relevantes | Traspaso de jugadores entre Alajuelense / Saprissa más relevantes | Traspaso de jugadores entre Alajuelense / Saprissa más relevantes | Traspaso de jugadores entre Alajuelense / Saprissa más relevantes | Traspaso de jugadores entre Alajuelense / Saprissa más relevantes | Traspaso de jugadores entre Alajuelense / Saprissa más relevantes |
| ----------------------------------------------------------------- | ----------------------------------------------------------------- | ----------------------------------------------------------------- | ----------------------------------------------------------------- | ----------------------------------------------------------------- | ----------------------------------------------------------------- | ----------------------------------------------------------------- | ----------------------------------------------------------------- |
| José Soto                                                         | Directo                                                           | Bandera de Costa Rica                                             | 1958                                                              | Odir Jacques                                                      | Directo                                                           | Bandera de Brasil                                                 | 1975                                                              |
| Odir Jacques                                                      | Directo                                                           | Bandera de Brasil                                                 | 1974                                                              | Luis Neco Fernández                                               | Directo                                                           | Bandera de Costa Rica                                             | 1980                                                              |
| Walter Elizondo                                                   | Directo                                                           | Bandera de Costa Rica                                             | 1970                                                              | Rolando Villalobos                                                | Directo                                                           | Bandera de Costa Rica                                             | 1982                                                              |
| Luis Neco Fernández                                               | Directo                                                           | Bandera de Costa Rica                                             | 1983                                                              | Roger Flores                                                      | Directo                                                           | Bandera de Costa Rica                                             | 1987                                                              |
| Guillermo Guardia                                                 | Indirecto                                                         | Bandera de Costa Rica                                             | 1986                                                              | Juan Cayasso                                                      | Directo                                                           | Bandera de Costa Rica                                             | 1988                                                              |
| Rolando Fonseca                                                   | Indirecto                                                         | Bandera de Costa Rica                                             | 1997                                                              | Óscar Ramírez                                                     | Directo                                                           | Bandera de Costa Rica                                             | 1993                                                              |
| Steven Bryce                                                      | Directo                                                           | Bandera de Costa Rica                                             | 2000                                                              | Juan Carlos Arguedas                                              | Indirecto                                                         | Bandera de Costa Rica                                             | 1996                                                              |
| Víctor Nuñez                                                      | Directo                                                           | Bandera de Costa Rica                                             | 2003                                                              | Froylán Ledezma                                                   | Indirecto                                                         | Bandera de Costa Rica                                             | 2002                                                              |
| Armando Alonso                                                    | Directo                                                           | Bandera de Costa Rica                                             | 2012                                                              | Ronald Gómez                                                      | Indirecto                                                         | Bandera de Costa Rica                                             | 2004                                                              |
| Jonathan Moya                                                     | Directo                                                           | Bandera de Costa Rica                                             | 2018                                                              | Alejandro Alpízar                                                 | Directo                                                           | Bandera de Costa Rica                                             | 2006                                                              |
| Álvaro Saborío                                                    | Indirecto                                                         | Bandera de Costa Rica                                             | 2020                                                              | Johan Venegas                                                     | Indirecto                                                         | Bandera de Costa Rica                                             | 2017                                                              |
| Celso Borges                                                      | Indirecto                                                         | Bandera de Costa Rica                                             | 2021                                                              |                                                                   | -                                                                 | -                                                                 |                                                                   |
| Joel Campbell                                                     | Indirecto                                                         | Bandera de Costa Rica                                             | 2023                                                              | -                                                                 | -                                                                 | -                                                                 |                                                                   |
| Bryan Oviedo                                                      | Indirecto                                                         | Bandera de Costa Rica                                             | 2024                                                              |                                                                   | -                                                                 | -                                                                 |                                                                   |

Se muestra el primer traspaso de un club a otro, en negrita activos.

### Finales disputadas

#### Final Nacional 1966
En el año 1966 jugarían la primera final nacional, esto debido a que ambos finalizaron el torneo con 49 puntos, igual cantidad de goles a favor (79), y la misma cantidad de goles en contra (38). Ambos partidos fuero jugados por decisión del entonces (Comité Nacional de Fútbol) en el Estadio Nacional, los días 17 y 20 de enero de 1967. El primer partido lo ganó Alajuelense 1-0 con gol de Juan José Gámez. En el segundo partido Saprissa anotó el gol del empate a los 85 minutos reglamentarios por medio de Edgar Marín mediante cobro de penal, sin embargo cuando faltaba un minuto para finalizar Alajuelense anotó el gol para desempatar el global por medio del jugador Edgar Núñez. Y Alajuelense terminó ganador de ambos encuentros.

#### Final Nacional 1971
En el año 1971 Saprissa y Alajuelense jugaron la final nacional por segunda vez, el primer partido se jugó el 12 de diciembre de 1971 en el Estadio Nacional y triunfó Alajuelense 2-1. El 15 de diciembre de 1971 jugaron el segundo partido y al final el marcador era 4-2 a favor de Saprissa, sin embargo la serie se definía por puntos y no por gol diferencia. En los tiempos extras tanto Saprissa como Alajuelense anotaron un gol y quedaron 1-1. La final se fue a los lanzamientos de penales donde Alajuelense obtuvo 3 goles y Saprissa 1, Alajuelense ganaría su campeonato nacional número 12. Este partido cuenta con la mayor cantidad de goles en un clásico pero fuera de los 90 minutos. Una vez más, Alajuelense derrotaría a Saprissa.

#### Final Nacional 1991
Después de la participación de la Selección de Costa Rica en el Mundial de Italia '90 todavía no se había jugado el torneo nacional y se declaró el año 1990 "desierto", o sea sin alguna competición de los clubes de la primera división. Se programó entonces una primera fase de 4 vueltas y después una fase finalista entre los 6 mejores clubes. Alajuelense ganaría todas las 4 vueltas de la primera fase y se proclamó subcampeón pero no pudo ganar la fase final, la cual fue conquistada por Saprissa a 1 gol ante el Municipal Puntarenas. De esta manera ambos clubes jugarían la tercera final entre ambos.
El primer partido se celebró el 27 de octubre de 1991 en el Estadio Alejandro Morera Soto, el marcador favoreció a los manudos 2-1, con goles anotados por Mauricio Montero y Ricardo Chacón, de parte de Saprissa anotó José Jaikel. El 3 de noviembre de 1991 jugarían en el Estadio Ricardo Saprissa Aymá, la única anotación del encuentro la realizó Austin Berry para sellar la victoria liguista 0-1 y así un nuevo título para Alajuelense.

#### Final Nacional 1992
El 18 de junio en el Ricardo Saprissa se juega el partido de ida, Austin Berry a los 38 minutos venció a Jorge Arturo Hidalgo y puso el 1-0. Berry logra el 0-2 luego de una falta dentro del área en la segunda parte.
Debido a que fue botada la malla del estadio, el juego debió ser suspendido unos minutos. Tres días después se volvieron a reunir en el mismo sitio, en el primer juego de la final. Un juego en el que no hubo grandes actuaciones y el marcador terminó 0-0, todo se definiría en el Morera Soto. En Alajuela, Richard Smith logró abrirse campo al costado izquierdo, sirve a Delgado y este avanza al área de los morados, sin equilibrio se encuentra con Óscar Ramírez, le sirvió el balón y con un fuerte disparo el “Macho” consiguió el 1-0 definitivo. Los morados estuvieron cerca de la prórroga con un cabezazo de Evaristo Coronado, pero Guillén desvió el balón. De esta forma, los manudos de nuevo derrotan a Saprissa en una final, se corona bicampeones, alcanzan su cetro 17 y consiguen un reto imbatible, aún, de 33 jornadas sin conocer derrota.

#### Final Nacional 1996-1997
La final del torneo se jugó el 13 de julio de 1997, los manudos ganaron el primer juego con anotaciones de Jozef Miso y dos de Bernald Mullins, el resultado final fue de 3-2. En el compromiso de vuelta disputado en el Morera Soto el marcador fue 1-1, los goles fueron de Andrés Mahía y Josef Miso.19

#### Final de Concacaf 2004
En el 2004 por primera vez dos clubes de Costa Rica llegan a la final de la Concacaf Liga de Campeones, varios expertos señalan que ha sido el Clásico Nacional más representativo de la historia, donde coinciden en que hubo uno que quedará en la retina de muchos costarricenses y porque actualmente será difícil volver a observar algo de esa magnitud, se trata de la final de Concacaf en 2004. El primer partido se realizó en el Estadio Eladio Rosabal Cordero con marcador de 1-1. El segundo encuentro se jugó en el Alejandro Morera Soto, el claro dominio rojinegro terminó con un abultado marcador de 4 goles a 0 a favor de Alajuelense, y el global terminó 5-1. La vuelta de aquella final se disputó el miércoles 12 de mayo y la Liga goleó 4-0 al Saprissa en el Morera Soto. Los goles fueron obra de Froylán Ledezma, doblete de Alejandro Alpízar y cerró el marcador Wilmer López. Como curiosidad resalta que Alajuelense clasificó al Mundial de Clubes de ese año, pero por complicaciones con patrocinadores y falta de entendimiento entre la empresa Toyota y FIFA, la cita quedó cancelada..

#### Final Verano 2008
En la final del Torneo de Verano 2008 Saprissa obtuvo una ventaja de 1-0 en el estadio Ricardo Saprissa Aymá con un gol obra de Armando Alonso el 25 de mayo de 2007. El 1 de junio de 2007, Saprissa ganaría también el partido de vuelta 1-0 con gol de Michael Barrantes, consiguiendo así el título número 27 para el Deportivo Saprissa.

#### Final Invierno 2008
En la final del Torneo de Invierno 2008 Alajuelense obtuvo una ventaja de 2-0 en el estadio Alejandro Morera Soto el 17
de diciembre de 2008, este partido cerró la racha de 18 juegos de torneo nacional sin vencer a su máximo rival; y dejó una gran expectativa en las dos aficiones máximas del país. Los goles fueron anotados por Pablo Herrera y Cristian Oviedo. El 20 de diciembre de 2008 Saprissa dio la sorpresa y remontó con marcador 3-0 en su estadio, con anotaciones de Alejandro Alpizar, Armando Alonso y Jairo Arrieta. De esta manera Saprissa obtuvo su título nacional #28.

#### Final verano 2014
En la Final de Ida verano 2014, Alajuelense y Saprissa Empatan 0-0 en el Estadio Alejandro Morera Soto el 5 de mayo del 2014. En la Final de Vuelta verano 2014, Saprissa Venció a Alajuelense por la mínima de 1-0 En el Estadio Ricardo Saprissa Ayma, El 10 de mayo de 2014, Solo con el único gol de Hansell Arauz. Los manudos tenían la meta de alcanzar el título #30, pero por una acción cerca del minuto 14 el jugador liguista Jonathan McDonald inflingiría un codazo a uno de los jugadores morados siendo expulsado de inmediato y La Liga jugó la final de ese torneo 76 minutos con 10 hombres sobre el terreno de juego. Y así el Deportivo Saprissa obtiene el título 30, siendo el único equipo costarricense en lograrlo. También venciendo 4 años de sequía, de no alcanzar una final nacional.

#### Final Invierno 2015
Como antecedentes para esta instancia, Saprissa —que fue tercero de la clasificación— venció con marcador global de 2-3 al Herediano en semifinales, mientras que Alajuelense —líder del torneo— derrotó por 3-0 a Limón. La final de ida tuvo lugar el 20 de diciembre en el Estadio Ricardo Saprissa, donde los morados se impusieron en la serie por el triunfo 2-0 producto del doblete del defensa Francisco Calvo, a los minutos 57 y 67. Para la vuelta de tres días después en el Estadio Morera Soto, el conjunto rojinegro sería amplio dominador de las acciones durante la primera mitad. Sin embargo, tras el gol del zaguero saprissista Andrés Imperiale al minuto 21, los ataques de ambas escuadras llegaron a nivelarse. Los liguistas intentaron recortar la diferencia con el tanto de Jonathan McDonald al minuto 64, pero los tibaseños consiguieron una anotación adicional —con Daniel Colindres al 70'— para definir la nueva victoria de 1-2. De esta manera, Saprissa se proclamó campeón por trigésima segunda ocasión en su historia, y el entrenador Carlos Watson ganó su primer título de liga en más de treinta años de carrera.

#### Final de Liga CONCACAF 2020
En esta final, Saprissa y Alajuelense se medirían a partido único en el Estadio Morera Soto. El partido lo iniciaría ganando Saprissa con un gol en el primer tiempo, para el segundo tiempo Alajuelense anotó tres goles que liquidaron el partido, gracias a una jugada,  de Marcel Hernández, quien puso un pase entre líneas a Alonso Martínez ante la salida del portero, cruzó el esférico para que Barlon Sequeira lo empujara al fondo de las redes al minuto 33. El Alajuelense le dio la vuelta y sentenció el partido en solo tres minutos. Yurguin Román puso el 2-1 al 63’ con un riflazo en un tiro libre, mientras que Alexander López aprovechó la desconcentración y floja marca del Saprissa para sacar un derechazo desde fuera del área al 66’. Saprissa descontó en los últimos minutos, sin embargo, el partido terminó 3-2 a favor de los manudos.
Final Clausura 2023
Como antecedente en esta final, Saprissa venía de ganar la primera fase, y vencer al Herediano en semifinales, si los morados vencían a Alajuelense en la final de segunda fase se alzarían con el bicampeonato de liga. Por otro lado los rojinegros habían vencido a Cartaginés en semifinales, y debían ganar la final de segunda fase para forzar una Gran Final por el título. 
En la final de segunda fase, Alajuelense goleó por 3-0 a Saprissa en la ida disputada en el Morera Soto, mientras que la vuelta la ganaría el monstruo por 1-0, sin embargo no sería suficiente. De esta manera, la Liga se alzó con la segunda fase, y ahora jugaría otra vez contra Saprissa para definir el título. 
La ida de la Gran Final se jugó de nueva cuenta en el Morera Soto el 25 de mayo de 2023, esta la ganaría Alajuelense por 1-0 con gol de Carlos Mora al minuto 44. Los manudos estaban a 90 minutos de su cetro número 31 de liga, y de romper una racha de 32 años sin celebrar un título de liga en el estadio de su acérrimo rival. Sin embargo los morados tenían otros planes, y el 28 de mayo de 2023 se jugaba la vuelta en el Ricardo Saprissa, el partido inició muy parejo, sin embargo el conjunto manudo se desmoronó psicológicamente luego de que Johan Venegas fallase al minuto 16 un remate sin arquero. Inmediatamente después al minuto 18, el jamaiquino Javon East le dio un pase con la cabeza a Warren Madrigal que rompió el esquema defensivo de Alajuelense, lo cual le permitió a Madrigal definir solo para marcar el 1-0 y empatar la serie. El mismo East al minuto 24 recibió un pase letal de Mariano Torres, el cual no dudó en rematar de inmediato, el balón golpeó el travesaño de arriba y entró al arco que defendía Leonel Moreira, de esta forma los morados ya ganaban 2-0 (2-1 global). Al minuto 45+1 el cubano Luis Paradela aprovecharía un rebote para anotar el 3-0, al medio tiempo Saprissa ganaba 3-0. Pese a que Celso Borges descontara para los manudos al minuto 76, esto no fue suficiente. De esta forma Saprissa alzaría el bicampeonato y su liga número 38.

## Estadísticas
Actualizado al último clásico el 21 de mayo de 2025.

### Historial
| Competición                           |                              | P.J. | P.G. LDA | P.E. | P.G SAP | G.LDA | G.SAP |
| ------------------------------------- | ---------------------------- | ---- | -------- | ---- | ------- | ----- | ----- |
| Primera División                      | Campeonatos Largos (1921-07) | 254  | 78       | 80   | 96      | 289   | 326   |
| Primera División                      | Campeonatos Cortos (2007-)   | 106  | 30       | 32   | 44      | 123   | 132   |
|                                       |                              | 360  | 108      | 112  | 140     | 412   | 458   |
| Copa                                  |                              | 8    | 4        | 1    | 3       | 7     | 7     |
| Super Copa                            |                              | 2    | 1        | 0    | 1       | 2     | 4     |
| Recopa                                |                              | 1    | 1        | 0    | 0       | 3     | 1     |
| Copa/Liga de Campeones de la CONCACAF |                              | 7    | 2        | 2    | 3       | 12    | 9     |
| Copa Interclubes de la UNCAF          |                              | 4    | 0        | 2    | 2       | 1     | 3     |
| Torneo Grandes de Centroamérica       |                              | 3    | 1        | 0    | 2       | 3     | 9     |
| Copa Fraternidad Centroamericana      |                              | 2    | 1        | 0    | 1       | 2     | 5     |
| Liga Concacaf                         |                              | 1    | 1        | 0    | 0       | 3     | 2     |
| Total Oficial                         |                              | 388  | 119      | 117  | 152     | 446   | 499   |
| Amistosos                             | Nacionales                   | 11   | 6        | 2    | 3       | 15    | 13    |
| Amistosos                             | Internacionales              | 15   | 3        | 3    | 9       | 15    | 28    |
|                                       |                              | 26   | 9        | 5    | 12      | 30    | 41    |
| Total                                 |                              | 414  | 128      | 122  | 164     | 476   | 540   |

#### Balance según estadio
Balance de acuerdo a juegos disputados en el Estadio Ricardo Saprissa y el Alejandro Morera Soto.
Solo juegos por Campeonato Nacional.
| Recinto                                 |                                         | P.J. | P.G. LDA | P.E. | P.G SAP | G.LDA | G.SAP |
| --------------------------------------- | --------------------------------------- | ---- | -------- | ---- | ------- | ----- | ----- |
| Estadio Alejandro Morera Soto, Alajuela | Estadio Alejandro Morera Soto, Alajuela | 149  | 60       | 48   | 40      | 195   | 156   |
| Estadio Ricardo Saprissa, Tibás         | Estadio Ricardo Saprissa, Tibás         | 136  | 29       | 37   | 70      | 128   | 188   |

#### Balance en instancias finales
Balance en instancias finales por campeonato nacional.
| Motivo               | P.J. | P.G. LDA | P.E. | P.G SAP | G.LDA | G.SAP |
| -------------------- | --- | --- | --- | --- | --- | --- |
| Total                | 114 | 37 | 36 | 42 | 127 | 135 |
| Cuadrangulares       | 1972, 1975, 1992-93, 1996-97, 2000-01, Invierno 2016, Clausura 2018                                                                                          | 1972, 1975, 1992-93, 1996-97, 2000-01, Invierno 2016, Clausura 2018                                                                                          | 1972, 1975, 1992-93, 1996-97, 2000-01, Invierno 2016, Clausura 2018                                                                                          | 1972, 1975, 1992-93, 1996-97, 2000-01, Invierno 2016, Clausura 2018                                                                                          | 1972, 1975, 1992-93, 1996-97, 2000-01, Invierno 2016, Clausura 2018                                                                                          | 1972, 1975, 1992-93, 1996-97, 2000-01, Invierno 2016, Clausura 2018                                                                                          |
| Pentagonales         | 1976, 1977, 1979, 1981, 1982, 1984, 1985, 1986, 1987 | 1976, 1977, 1979, 1981, 1982, 1984, 1985, 1986, 1987 | 1976, 1977, 1979, 1981, 1982, 1984, 1985, 1986, 1987 | 1976, 1977, 1979, 1981, 1982, 1984, 1985, 1986, 1987 | 1976, 1977, 1979, 1981, 1982, 1984, 1985, 1986, 1987 | 1976, 1977, 1979, 1981, 1982, 1984, 1985, 1986, 1987 |
| Hexagonales          | 1988, 1989, 1992 | 1988, 1989, 1992 | 1988, 1989, 1992 | 1988, 1989, 1992 | 1988, 1989, 1992 | 1988, 1989, 1992 |
| Semifinales          | 1995-96, Apertura 2004-05, Invierno 2007, Invierno 2011, Invierno 2013, Invierno 2014, Verano 2015, Verano 2016, Clausura 2021, Clausura 2022, Apertura 2022 | 1995-96, Apertura 2004-05, Invierno 2007, Invierno 2011, Invierno 2013, Invierno 2014, Verano 2015, Verano 2016, Clausura 2021, Clausura 2022, Apertura 2022 | 1995-96, Apertura 2004-05, Invierno 2007, Invierno 2011, Invierno 2013, Invierno 2014, Verano 2015, Verano 2016, Clausura 2021, Clausura 2022, Apertura 2022 | 1995-96, Apertura 2004-05, Invierno 2007, Invierno 2011, Invierno 2013, Invierno 2014, Verano 2015, Verano 2016, Clausura 2021, Clausura 2022, Apertura 2022 | 1995-96, Apertura 2004-05, Invierno 2007, Invierno 2011, Invierno 2013, Invierno 2014, Verano 2015, Verano 2016, Clausura 2021, Clausura 2022, Apertura 2022 | 1995-96, Apertura 2004-05, Invierno 2007, Invierno 2011, Invierno 2013, Invierno 2014, Verano 2015, Verano 2016, Clausura 2021, Clausura 2022, Apertura 2022 |
| Finales Segunda Fase | 1993-94, 1994-95, 1996-97, Clausura 2020, Apertura 2021, Clausura 2023, Clausura 2024, Clausura 2025                                                         | 1993-94, 1994-95, 1996-97, Clausura 2020, Apertura 2021, Clausura 2023, Clausura 2024, Clausura 2025                                                         | 1993-94, 1994-95, 1996-97, Clausura 2020, Apertura 2021, Clausura 2023, Clausura 2024, Clausura 2025                                                         | 1993-94, 1994-95, 1996-97, Clausura 2020, Apertura 2021, Clausura 2023, Clausura 2024, Clausura 2025                                                         | 1993-94, 1994-95, 1996-97, Clausura 2020, Apertura 2021, Clausura 2023, Clausura 2024, Clausura 2025                                                         | 1993-94, 1994-95, 1996-97, Clausura 2020, Apertura 2021, Clausura 2023, Clausura 2024, Clausura 2025                                                         |
| Finales Apertura     | 1997-98, 2006-07 | 1997-98, 2006-07 | 1997-98, 2006-07 | 1997-98, 2006-07 | 1997-98, 2006-07 | 1997-98, 2006-07 |
| Finales Clausura     | 1997-98, 2004-05, 2005-06, 2006-07 | 1997-98, 2004-05, 2005-06, 2006-07 | 1997-98, 2004-05, 2005-06, 2006-07 | 1997-98, 2004-05, 2005-06, 2006-07 | 1997-98, 2004-05, 2005-06, 2006-07 | 1997-98, 2004-05, 2005-06, 2006-07 |
| Finales Nacionales   | 1966, 1971, 1991, 1992, 1993-94, 1994-95, 1996-97, 1997-98, Verano 2008, Invierno 2008, Verano 2014, Invierno 2015, Clausura 2023                            | 1966, 1971, 1991, 1992, 1993-94, 1994-95, 1996-97, 1997-98, Verano 2008, Invierno 2008, Verano 2014, Invierno 2015, Clausura 2023                            | 1966, 1971, 1991, 1992, 1993-94, 1994-95, 1996-97, 1997-98, Verano 2008, Invierno 2008, Verano 2014, Invierno 2015, Clausura 2023                            | 1966, 1971, 1991, 1992, 1993-94, 1994-95, 1996-97, 1997-98, Verano 2008, Invierno 2008, Verano 2014, Invierno 2015, Clausura 2023                            | 1966, 1971, 1991, 1992, 1993-94, 1994-95, 1996-97, 1997-98, Verano 2008, Invierno 2008, Verano 2014, Invierno 2015, Clausura 2023                            | 1966, 1971, 1991, 1992, 1993-94, 1994-95, 1996-97, 1997-98, Verano 2008, Invierno 2008, Verano 2014, Invierno 2015, Clausura 2023                            |

### Palmarés
|                                    | Alajuelense | Alajuelense | Saprissa | Saprissa   |
|                                    | Campeón     | Subcampeón  | Campeón  | Subcampeón |
| Nacionales                         |             |             |          |            |
| Primera División                   | 30          | 31          | 40       | 19         |
| Copa Nacional                      | 12          | 3           | 7        | 7          |
| Supercopa Nacional                 | 1           | 1           | 3        | 2          |
| Recopa Nacional                    | 3           | -           | 2        | 1          |
| Torneo Relámpago                   | 2           | -           | 2        | -          |
| Segunda División                   | 1           | 3           | 12       | -          |
| Tercera División                   | 51          | -           | 12       | -          |
| Subtotal                           | 53          | 38          | 57       | 29         |
| Internacionales                    |             |             |          |            |
| Copa/Liga de Campeones de CONCACAF | 2           | 3           | 3        | 3          |
| Liga CONCACAF                      | 1           | 1           | 1        | 1          |
| Copa Centroamericana de CONCACAF   | 2           | -           | -        | -          |
| Campeonato Centroamericano         | 1           | -           | -        | -          |
| Copa Fraternidad Centroamericana   | -           | -           | 3        | 2          |
| Torneo Grandes de Centroamérica    | 1           | -           | 1        | 2          |
| Copa Interclubes UNCAF             | 2           | 2           | 1        | 3          |
| Copa Camel                         | -           | -           | 1        | -          |
| Copa Interamericana                | -           | 1           | -        | 2          |
| Centroamericano de CONCACAF3       | 2           | 1           | 5        | 1          |
| Subtotal                           | 11          | 8           | 15       | 14         |
| Total                              | 65          | 46          | 71       | 43         |

Obtenido por equipo B1, obtenido como Saprissa F. C.2, no renonocido aún por CONCACAF3.

### Datos generales
|                                                            | Alajuelense                                                                             | Saprissa                                                                               |
| ---------------------------------------------------------- | --------------------------------------------------------------------------------------- | -------------------------------------------------------------------------------------- |
| Nombre completo                                            | Liga Deportiva Alajuelense                                                              | Deportivo Saprissa                                                                     |
| Fundación                                                  | 18 de junio de 1919 (106 años)                                                          | 16 de julio de 1935 (90 años)                                                          |
| Estadio                                                    | Morera Soto (17.895)                                                                    | Ricardo Saprissa (21.000)                                                              |
| Temporadas en Primera División                             | 102 desde 1921, 119 torneos                                                             | 74 desde 1949, 92 torneos                                                              |
| Mejor puesto en Ranking Mundial de Clubes de la IFFHS      | 27, 2 de diciembre de 2000                                                              | 77, 4 de septiembre de 2006                                                            |
| Clásicos consecutivos sin perder                           | 13J 1 de octubre de 2000 - 28 de septiembre de 2003 (9G, 3E) 12 juegos entre 1991, 1992 | 18J 16 de mayo de 2005 - 27 de septiembre de 2008 (11G, 7E) 11 juegos entre 1977, 1979 |
| Triunfos consecutivos                                      | 5 juegos en 1991                                                                        | 5 juegos en 1968-69, 1972-73, 2006-07                                                  |
| Goleadores en Primera División                             | 20                                                                                      | 18                                                                                     |
| Campeonatos de goleo en Primera División                   | 32                                                                                      | 19                                                                                     |
| Director Técnico con más juegos dirigidos                  | Óscar Ramírez, 29                                                                       | Jeaustin Campos, 32                                                                    |
| Director Técnico con más juegos ganados                    | Iván Mráz, 10                                                                           | Jeaustin Campos, 16                                                                    |
| Mas puntos en torneos cortos                               | Invierno 2014, 53 en fase regular                                                       | Apertura 2023, 55 en fase regular                                                      |
| Mas goles anotados en torneos cortos                       | 60 en Clausura 2023 (50 en clasificación de Clausura 2023)                              | 63 en Invierno 2016 (53 en clasificación de Apertura2023)                              |
| Mas puntos en una temporada                                | 105 en 1997-98                                                                          | 108 en 2003-04                                                                         |
| Mas goles anotados en una temporada                        | 105 en 1999-00, 1994-95                                                                 | 114 en 2017-18                                                                         |
| Juegos consecutivos invicto en Primera División            | 33, entre 15 de enero de 1992 - 13 de septiembre de 1992                                | 23, entre 2 de enero de 1966 - 14 de septiembre de 1966                                |
| Juegos consecutivos invicto como local en Primera División | 49, entre 1980-1982                                                                     | 40, entre 1988-1990                                                                    |

### Finales
| Edición                               | Campeón                             | Resultado                           | Subcampeón                          | Sede Final                          |
| Primera División (Campeonato Largo)   | Primera División (Campeonato Largo) | Primera División (Campeonato Largo) | Primera División (Campeonato Largo) | Primera División (Campeonato Largo) |
| ------------------------------------- | ----------------------------------- | ----------------------------------- | ----------------------------------- | ----------------------------------- |
| 1966                                  | Alajuelense                         | 1-0, 1-1                            | Saprissa                            | Estadio Nacional                    |
| 1971                                  | Alajuelense                         | 2-1, 2-4 (3-5) (3-1.p)              | Saprissa                            | Estadio Nacional                    |
| 1991                                  | Alajuelense                         | 2-1, 1-0                            | Saprissa                            | Estadio Ricardo Saprissa            |
| 1992                                  | Alajuelense                         | 0-0, 1-0                            | Saprissa                            | Estadio Alejandro Morera Soto       |
| 1993-94                               | Saprissa                            | 2-0, 1-2                            | Alajuelense                         | Estadio Alejandro Morera Soto       |
| 1994-95                               | Saprissa                            | 3-1, 0-1                            | Alajuelense                         | Estadio Ricardo Saprissa            |
| 1996-97                               | Alajuelense                         | 3-2, 1-1                            | Saprissa                            | Estadio Alejandro Morera Soto       |
| 1997-98                               | Saprissa                            | 2-1, 0-0                            | Alajuelense                         | Estadio Alejandro Morera Soto       |
| Copa/Liga de Campeones de la CONCACAF |                                     |                                     |                                     |                                     |
| 2004                                  | Alajuelense                         | 1-1, 4-0                            | Saprissa                            | Estadio Alejandro Morera Soto       |
| Primera División (Campeonato Corto)   |                                     |                                     |                                     |                                     |
| Verano 2008                           | Saprissa                            | 1-0, 1-0                            | Alajuelense                         | Estadio Alejandro Morera Soto       |
| Invierno 2008                         | Saprissa                            | 0-2, 3-0                            | Alajuelense                         | Estadio Ricardo Saprissa            |
| Verano 2014                           | Saprissa                            | 0-0, 1-0                            | Alajuelense                         | Estadio Ricardo Saprissa            |
| Invierno 2015                         | Saprissa                            | 2-0, 2-1                            | Alajuelense                         | Estadio Alejandro Morera Soto       |
| Clausura 2023                         | Saprissa                            | 0-1, 3-1                            | Alajuelense                         | Estadio Ricardo Saprissa            |
| Liga CONCACAF                         |                                     |                                     |                                     |                                     |
| 2020                                  | Alajuelense                         | 3-2                                 | Saprissa                            | Estadio Alejandro Morera Soto       |
| Supercopa                             |                                     |                                     |                                     |                                     |
| 2021                                  | Saprissa                            | 4-1                                 | Alajuelense                         | Estadio Nacional                    |
| Copa                                  |                                     |                                     |                                     |                                     |
| 2023                                  | Alajuelense                         | 2-0                                 | Saprissa                            | Estadio Nacional                    |
| Recopa                                |                                     |                                     |                                     |                                     |
| 2024                                  | Alajuelense                         | 3-1                                 | Saprissa                            | Estadio Nacional                    |

### Goleadores

#### Campeonato Nacional
Goleadores en el clásico para cada club, así como la tabla general (inclusive si marcaron con ambos equipos).
En negrita jugadores activos.
| Pos.        | Goles   | Jugador            | Club(es)             |
| General     | General | General            | General              |
| ----------- | ------- | ------------------ | -------------------- |
| 1           | 19      | Rolando Fonseca    | Alajuelense Saprissa |
| 2           | 17      | Jonathan McDonald  | Alajuelense          |
| 3           | 15      | Evaristo Coronado  | Saprissa             |
| 4           | 14      | Edgar Marín        | Saprissa             |
| 5           | 12      | Errol Daniels      | Alajuelense          |
| 6           | 11      | Juan Ulloa         | Alajuelense          |
| Alajuelense |         |                    |                      |
| 1           | 17      | Jonathan McDonald  | Alajuelense          |
| 2           | 12      | Errol Daniels      | Alajuelense          |
| 3           | 11      | Juan Ulloa         | Alajuelense          |
| 4           | 10      | Álvaro Solano      | Alajuelense          |
| =           | 10      | Rolando Fonseca    | Alajuelense          |
| Saprissa    |         |                    |                      |
| 1           | 15      | Evaristo Coronado  | Saprissa             |
| 2           | 14      | Edgar Marín        | Saprissa             |
| 3           | 9       | Víctor Manuel Ruiz | Saprissa             |
| =           | 9       | Alonso Solís       | Saprissa             |
| =           | 9       | Rolando Fonseca    | Saprissa             |
| =           | 9       | Ariel Rodríguez    | Saprissa             |

#### Finales por Campeonato Nacional
Anotadores en finales por Campeonato Nacional.
En negrita jugadores activos.
| Pos.        | Goles   | Jugador         | Club(es)             |
| General     | General | General         | General              |
| ----------- | ------- | --------------- | -------------------- |
| 1           | 2       | Óscar Ramírez   | Alajuelense Saprissa |
| Alajuelense |         |                 |                      |
| 1           | 3       | Juan José Gámez | Alajuelense          |
| 2           | 2       | Bernard Mullins | Alajuelense          |
| =           | 2       | Josef Miso      | Alajuelense          |
| Saprissa    |         |                 |                      |
| 1           | 2       | Odir Jacques    | Saprissa             |
| =           | 2       | Carlos Solano   | Saprissa             |
| =           | 2       | Adrián Mahía    | Saprissa             |
| =           | 2       | Armando Alonso  | Saprissa             |
| =           | 2       | Francisco Calvo | Saprissa             |

### Competiciones internacionales

#### Copa/Liga de Campeones de la CONCACAF
Enfrentamientos en torneos regionales de la Copa de Campeones de CONCACAF.
| Fecha                   | País                  | Sede             | Competición                      | Edición | Etapa         | Ganador     | Resultado |
| ----------------------- | --------------------- | ---------------- | -------------------------------- | ------- | ------------- | ----------- | --------- |
| 14 de noviembre de 1971 | Bandera de Costa Rica | Rosabal Cordero  | Copa de Campeones de la CONCACAF | 1971    | Segunda Ronda | Alajuelense | 5-1       |
| 21 de noviembre de 1971 | Bandera de Costa Rica | Morera Soto      | Copa de Campeones de la CONCACAF | 1971    | Segunda Ronda | Saprissa    | 3-0       |
| 21 de noviembre de 1973 | Bandera de Costa Rica | Ricardo Saprissa | Copa de Campeones de la CONCACAF | 1973    | Tercera Ronda | Saprissa    | 1-0       |
| 5 de diciembre de 1973  | Bandera de Costa Rica | Nacional         | Copa de Campeones de la CONCACAF | 1973    | Tercera Ronda | Saprissa    | 1-0       |
| 17 de diciembre de 1995 | Bandera de Costa Rica | Nacional         | Copa de Campeones de la CONCACAF | 1995    | Fase Final    |             | 2-2       |
| 5 de mayo de 2004       | Bandera de Costa Rica | Rosabal Cordero  | Copa de Campeones de la CONCACAF | 2004    | Final         |             | 1-1       |
| 12 de mayo de 2004      | Bandera de Costa Rica | Morera Soto      | Copa de Campeones de la CONCACAF | 2004    | Final         | Alajuelense | 4-0       |

Ambos juegos de la Copa de Campeones de 1973 se efectuaron.

#### Liga CONCACAF
Enfrentamientos en torneos de Liga CONCACAF.
| Fecha                | País                  | Sede        | Competición   | Edición | Etapa | Ganador     | Resultado |
| -------------------- | --------------------- | ----------- | ------------- | ------- | ----- | ----------- | --------- |
| 3 de febrero de 2021 | Bandera de Costa Rica | Morera Soto | Liga CONCACAF | 2020    | Final | Alajuelense | 3-2       |

#### Fraternidad Centroamericana
Enfrentamientos en torneos regionales de la Fraternidad Centroamericana.
| Fecha                 | País                  | Sede             | Competición                 | Edición | Etapa      | Ganador     | Resultado |
| --------------------- | --------------------- | ---------------- | --------------------------- | ------- | ---------- | ----------- | --------- |
| 31 de enero de 1973   | Bandera de Costa Rica | Ricardo Saprissa | Fraternidad Centroamericana | 1973    | Fase Final | Alajuelense | 1-0       |
| 28 de febrero de 1973 | Bandera de Costa Rica | Nacional         | Fraternidad Centroamericana | 1973    | Fase Final | Saprissa    | 5-1       |

#### Grandes de Centroamérica
Enfrentamientos en torneos regionales de la Copa Grandes de Centroamérica.
| Fecha              | País                  | Sede        | Competición              | Edición | Etapa         | Ganador     | Resultado |
| ------------------ | --------------------- | ----------- | ------------------------ | ------- | ------------- | ----------- | --------- |
| 19 de mayo de 1996 | Bandera de Costa Rica | Nacional    | Grandes de Centroamérica | 1996    | Fase Regular  | Saprissa    | 5-0       |
| 26 de mayo de 1996 | Bandera de Costa Rica | Morera Soto | Grandes de Centroamérica | 1996    | Fase Regular  | Alajuelense | 3-0       |
| 31 de mayo de 1997 | Bandera de Costa Rica | Nacional    | Grandes de Centroamérica | 1997    | Segunda Ronda | Saprissa    | 4-0       |

#### Copa Interclubes de la UNCAF
Enfrentamientos en torneos regionales de la Copa Interclubes de la UNCAF.
| Fecha                   | País                      | Sede              | Competición | Edición | Etapa      | Ganador  | Resultado |
| ----------------------- | ------------------------- | ----------------- | ----------- | ------- | ---------- | -------- | --------- |
| 27 de agosto de 1999    | Bandera de Honduras       | Francisco Morazán | UNCAF       | 1999    | Fase Final |          | 0-0       |
| 19 de diciembre de 2003 | Bandera de Estados Unidos | Memorial Coliseum | UNCAF       | 2003    | Semi Final | Saprissa | 1-0       |
| 25 de octubre de 2007   | Bandera de Costa Rica     | Ricardo Saprissa  | UNCAF       | 2007    | Semi Final | Saprissa | 1-0       |
| 1 de noviembre de 2007  | Bandera de Costa Rica     | Morera Soto       | UNCAF       | 2007    | Semi Final |          | 1-1       |

Goleadores en Clásicos Internacionales
| Pos.        | Goles       | Jugador        | Club(es)    |
| Alajuelense | Alajuelense | Alajuelense    | Alajuelense |
| ----------- | ----------- | -------------- | ----------- |
| 1           | 3           | Wilmer López   | Alajuelense |
| Saprissa    |             |                |             |
| 1           | 5           | Gerardo Solano | Saprissa    |

### Supercopa
| Fecha               | País                  | Sede     | Competición               | Edición | Etapa      | Ganador     | Resultado |
| ------------------- | --------------------- | -------- | ------------------------- | ------- | ---------- | ----------- | --------- |
| 6 de julio de 1979  | Bandera de Costa Rica | ?        | Copa Campeón de Campeones | 1979    | Fase Final | Alajuelense | 1-0       |
| 4 de agosto de 2021 | Bandera de Costa Rica | Nacional | Supercopa                 | 2021    | Final      | Saprissa    | 4-1       |

### Recopa
| Fecha               | País                  | Sede     | Competición | Edición | Etapa | Ganador     | Resultado |
| ------------------- | --------------------- | -------- | ----------- | ------- | ----- | ----------- | --------- |
| 17 de julio de 2024 | Bandera de Costa Rica | Nacional | Recopa      | 2024    | Final | Alajuelense | 3-1       |

### Copa
| Fecha                   | País                  | Sede     | Competición         | Edición | Etapa            | Ganador     | Resultado |
| ----------------------- | --------------------- | -------- | ------------------- | ------- | ---------------- | ----------- | --------- |
| 20 de agosto de 1950    | Bandera de Costa Rica | Nacional | Copa Gran Bretaña   | 1950    | Semifinales      | Saprissa    | 3-0       |
| 23 de julio de 1953     | Bandera de Costa Rica | Nacional | Copa Federación     | 1953    | Fase de Grupo    | Alajuelense | 1-0       |
| 21 de noviembre de 1954 | Bandera de Costa Rica | Nacional | Copa Costa Rica     | 1954    | Fase de Grupo    |             | 0-0       |
| 23 de diciembre de 1956 | Bandera de Costa Rica | Nacional | Copa Cuadrangular   | 1956    | Cuadrangular     | Saprissa    | 2-0       |
| 10 de febrero de 1963   | Bandera de Costa Rica | Nacional | Copa Gastón Michaud | 1963    | Pentagonal       | Alajuelense | 1-0       |
| 17 de noviembre de 1963 | Bandera de Costa Rica | Nacional | Copa Presidente     | 1963    | Cuartos de final | Saprissa    | 2-1       |
| 24 de noviembre de 1963 | Bandera de Costa Rica | Nacional | Copa Presidente     | 1963    | Cuartos de final | Alajuelense | 2-0       |
| 18 de noviembre de 2023 | Bandera de Costa Rica | Nacional | Copa DoradoBet      | 2023    | Final            | Alajuelense | 2-0       |

Enfrentamientos en torneos de copa.
Goleadores en Clásicos por Copa
| Pos.        | Goles       | Jugador         | Club(es)    |
| Alajuelense | Alajuelense | Alajuelense     | Alajuelense |
| ----------- | ----------- | --------------- | ----------- |
| 1           | 2           | Víctor Muñoz    | Alajuelense |
| Saprissa    |             |                 |             |
| 1           | 2           | Rodolfo Herrera | Saprissa    |

### Amistosos
Clásicos de carácter amistoso.
| Fecha                   | País                  | Sede             | Competición                             | Edición | Etapa    | Ganador     | Resultado   |
| ----------------------- | --------------------- | ---------------- | --------------------------------------- | ------- | -------- | ----------- | ----------- |
| 15 de agosto de 1950    | Bandera de Costa Rica | Nacional         | Honor a San Martín y Embajada Argentina | 1950    | Amistoso | Saprissa    | 3-1         |
| 13 de mayo de 1951      | Bandera de Costa Rica | Nacional         | Pro Damnificados Terremoto El Salvador  | 1951    | Amistoso | Saprissa    | 5-3         |
| 23 de julio de 1953     | Bandera de Costa Rica | ?                | Copa Compañía Bananera                  | 1953    | Amistoso | Alajuelense | 1-0         |
| 18 de octubre de 1955   | Bandera de Costa Rica | Nacional         | Copa                                    | 1955    | Amistoso | Saprissa    | 2-1         |
| 5 de noviembre de 1955  | Bandera de Costa Rica | Nacional         | Copa                                    | 1955    | Amistoso |             | 0-0         |
| 17 de febrero de 1956   | Bandera de Costa Rica | Nacional         | Cuadrangular Amistosa                   | 1956    | Amistoso | Saprissa    | 2-0         |
| 12 de enero de 1958     | Bandera de Costa Rica | Nacional         | Copa Phillips Universal                 | 1958    | Amistoso | Alajuelense | 1-0         |
| 11 de enero de 1959     | Bandera de Costa Rica | Nacional         | Cuadrangular Internacional              | 1959    | Amistoso | Alajuelense | 2-1         |
| 5 de enero de 1960      | Bandera de Costa Rica | Nacional         | Triangular Internacional                | 1960    | Amistoso | Saprissa    | 3-1         |
| 12 de enero de 1962     | Bandera de Costa Rica | Nacional         | Cuadrangular Internacional              | 1962    | Amistoso | Saprissa    | 2-1         |
| 4 de marzo de 1962      | Bandera de Costa Rica | Nacional         | Triangular Internacional                | 1962    | Amistoso | Saprissa    | 4-2         |
| 30 de diciembre de 1962 | Bandera de Costa Rica | Nacional         | Triangular Internacional                | 1962    | Amistoso | Alajuelense | 2-1         |
| 10 de febrero de 1963   | Bandera de Costa Rica | Nacional         | Pentagonal Preinicio NORCECA            | 1963    | Amistoso | Alajuelense | 1-0         |
| 17 de febrero de 1969   | Bandera de Costa Rica | Nacional         | Cuadrangular Internacional              | 1969    | Amistoso |             | 1-1         |
| 3 de enero de 1970      | Bandera de Costa Rica | Nacional         | Triangular Internacional                | 1970    | Amistoso |             | 0-0         |
| 29 de diciembre de 1970 | Bandera de Costa Rica | Nacional         | Cuadrangular Internacional              | 1970    | Amistoso | Saprissa    | 2-1         |
| 3 de septiembre de 1972 | Bandera de Costa Rica | Ricardo Saprissa | Inauguración Estadio Saprissa           | 1972    | Amistoso | Saprissa    | 3-0         |
| 15 de diciembre de 1974 | Bandera de Costa Rica | Nacional         | Triangular con Banfield                 | 1974    | Amistoso | Saprissa    | 1-0         |
| 12 de enero de 1977     | Bandera de Costa Rica | Nacional         | Triangular Internacional                | 1977    | Amistoso | Saprissa    | 1-0         |
| 11 de marzo de 1979     | Bandera de Costa Rica | Nacional         | Pentagonal Internacional                | 1979    | Amistoso | Saprissa    | 5-1         |
| 18 de enero de 1994     | Bandera de Costa Rica | Nacional         | Copa KLM                                | 1994    | Amistoso |             | 0-0         |
| 1 de julio de 2012      | Bandera de Costa Rica | Nacional         | Copa Ibérico                            | 2012    | Amistoso | Alajuelense | 2-1         |
| 30 de junio de 2013     | Bandera de Costa Rica | Nacional         | Copa Ibérico                            | 2013    | Amistoso | Alajuelense | 2-2 (4-3.p) |
| 20 de julio de 2014     | Bandera de Costa Rica | Nacional         | Copa LG                                 | 2014    | Amistoso | Alajuelense | 1-0         |
| 26 de julio de 2015     | Bandera de Costa Rica | Nacional         | Super Clásico                           | 2015    | Amistoso | Alajuelense | 3-1         |
| 7 de julio de 2019      | Bandera de Costa Rica | Nacional         | Clásico sin colores                     | 2019    | Amistoso | Alajuelense | 3-1         |

### Campeonato Nacional

#### Campeonatos largos
| E.                                  | Fecha                               | T.                                  | Local                               | Resultado                           | Visitante                           | Etapa                               | G. LDA                                        | G. SAP                                   | Estadio                             |
| Primera División (Campeonato Largo) | Primera División (Campeonato Largo) | Primera División (Campeonato Largo) | Primera División (Campeonato Largo) | Primera División (Campeonato Largo) | Primera División (Campeonato Largo) | Primera División (Campeonato Largo) | Primera División (Campeonato Largo)           | Primera División (Campeonato Largo)      | Primera División (Campeonato Largo) |
| ----------------------------------- | ----------------------------------- | ----------------------------------- | ----------------------------------- | ----------------------------------- | ----------------------------------- | ----------------------------------- | --------------------------------------------- | ---------------------------------------- | ----------------------------------- |
| 1                                   | 12 de octubre de 1949               | 1949                                | Alajuelense                         | 6-5                                 | Saprissa                            | Fase Regular                        | Molina(2), Oconitrillo, Zeledón(2), Gutiérrez | Murillo(2), Herrera, Espinoza(2)         | Nacional                            |
| 2                                   | 2 de abril de 1950                  | 1949                                | Saprissa                            | 0-4                                 | Alajuelense                         | Fase Regular                        | Zeledón(2), Retana, Molina                    |                                          | Nacional                            |
| 3                                   | 22 de octubre de 1950               | 1950                                | Saprissa                            | 5-1                                 | Alajuelense                         | Fase Regular                        | Valenciano                                    | Olman, Espinoza(3), Herrera              | Nacional                            |
| 4                                   | 26 de noviembre de 1950             | 1950                                | Alajuelense                         | 3-2                                 | Saprissa                            | Fase Regular                        | Valenciano(2), Zeledón                        | Espinoza, Herrera                        | Alajuela                            |
| 5                                   | 28 de octubre de 1951               | 1951                                | Alajuelense                         | 4-0                                 | Saprissa                            | Fase Regular                        | Solano, Zeledón(2), Oconitrillo               |                                          | Alajuela                            |
| 6                                   | 18 de junio de 1952                 | 1951                                | Saprissa                            | 2-1                                 | Alajuelense                         | Fase Regular                        | ?                                             | ?                                        | Nacional                            |
| 7                                   | ?                                   | 1952                                | Alajuelense                         | 0-1                                 | Saprissa                            | Fase Regular                        |                                               | ?                                        | Nacional                            |
| 8                                   | ?                                   | 1953                                | Saprissa                            | 1-1                                 | Alajuelense                         | Fase Regular                        | ?                                             | ?                                        | Nacional                            |
| Desierto (1954)                     |                                     |                                     |                                     |                                     |                                     |                                     |                                               |                                          |                                     |
| Sin datos (1955)                    |                                     |                                     |                                     |                                     |                                     |                                     |                                               |                                          |                                     |
| Desierto (1956)                     |                                     |                                     |                                     |                                     |                                     |                                     |                                               |                                          |                                     |
| ?                                   | ?                                   | 1957                                | Alajuelense                         | 2-0                                 | Saprissa                            | Fase Regular                        | Ulloa, Herrera                                |                                          | Alajuela                            |
| ?                                   | ?                                   | 1957                                | Saprissa                            | 1-3                                 | Alajuelense                         | Fase Regular                        | ?                                             | ?                                        | Nacional                            |
| ?                                   | ?                                   | 1958                                | Saprissa                            | 0-2                                 | Alajuelense                         | Fase Regular                        | ?                                             |                                          | Nacional                            |
| ?                                   | 22 de junio de 1958                 | 1958                                | Alajuelense                         | 0-1                                 | Saprissa                            | Fase Regular                        |                                               | ?                                        | Nacional                            |
| ?                                   | 2 de noviembre de 1958              | 1958                                | Saprissa                            | 5-1                                 | Alajuelense                         | Fase Regular                        | ?                                             | ?                                        | Nacional                            |
| ?                                   | 5 de abril de 1959                  | 1959                                | Alajuelense                         | 4-2                                 | Saprissa                            | Fase Regular                        | Ulloa(3), Pearson                             | ?                                        | Nacional                            |
| ?                                   | ?                                   | 1959                                | Saprissa                            | 1-3                                 | Alajuelense                         | Fase Regular                        | ?                                             | ?                                        | Nacional                            |
| ?                                   | ?                                   | 1959                                | Alajuelense                         | 1-1                                 | Saprissa                            | Fase Regular                        | ?                                             | ?                                        | Nacional                            |
| ?                                   | 18 de mayo de 1960                  | 1960                                | Saprissa                            | 1-1                                 | Alajuelense                         | Fase Regular                        | J. Gámez                                      | C. Vivó                                  | Nacional                            |
| ?                                   | 14 de agosto de 1960                | 1960                                | Alajuelense                         | 3-0                                 | Saprissa                            | Fase Regular                        | ?                                             |                                          | Alajuela                            |
| Sin datos (1961)                    |                                     |                                     |                                     |                                     |                                     |                                     |                                               |                                          |                                     |
| ?                                   | ?                                   | 1962                                | Saprissa                            | 2-1                                 | Alajuelense                         | Fase Regular                        | ?                                             | ?                                        | Nacional                            |
| ?                                   | ?                                   | 1962                                | Alajuelense                         | 0-2                                 | Saprissa                            | Fase Regular                        |                                               | ?                                        | ?                                   |
| ?                                   | ?                                   | 1962                                | Saprissa                            | 1-2                                 | Alajuelense                         | Fase Regular                        | ?                                             | ?                                        | Nacional                            |
| ?                                   | ?                                   | 1962                                | Alajuelense                         | 0-1                                 | Saprissa                            | Fase Regular                        |                                               | ?                                        | ?                                   |
| Sin datos (1963)                    |                                     |                                     |                                     |                                     |                                     |                                     |                                               |                                          |                                     |
| ?                                   | ?                                   | 1964                                | Saprissa                            | 1-0                                 | Alajuelense                         | Fase Regular                        | ?                                             | ?                                        | Nacional                            |
| ?                                   | ?                                   | 1964                                | Alajuelense                         | 0-2                                 | Saprissa                            | Fase Regular                        | ?                                             | ?                                        | ?                                   |
| ?                                   | ?                                   | 1964                                | Saprissa                            | 0-2                                 | Alajuelense                         | Fase Regular                        | ?                                             | ?                                        | Nacional                            |
| ?                                   | ?                                   | 1964                                | Alajuelense                         | 1-1                                 | Saprissa                            | Fase Regular                        | ?                                             | ?                                        | ?                                   |
| ?                                   | ?                                   | 1965                                | Saprissa                            | 1-3                                 | Alajuelense                         | Fase Regular                        | ?                                             | ?                                        | Nacional                            |
| ?                                   | ?                                   | 1965                                | Alajuelense                         | 2-3                                 | Saprissa                            | Fase Regular                        | ?                                             | ?                                        | ?                                   |
| ?                                   | ?                                   | 1965                                | Saprissa                            | 1-1                                 | Alajuelense                         | Fase Regular                        | ?                                             | ?                                        | Nacional                            |
| ?                                   | ?                                   | 1965                                | Alajuelense                         | 2-3                                 | Saprissa                            | Fase Regular                        | ?                                             | ?                                        | ?                                   |
| ?                                   | ?                                   | 1966                                | Alajuelense                         | 3-3                                 | Saprissa                            | Fase Regular                        | ?                                             | ?                                        | ?                                   |
| ?                                   | ?                                   | 1966                                | Saprissa                            | 2-2                                 | Alajuelense                         | Fase Regular                        | ?                                             | ?                                        | Nacional                            |
| ?                                   | ?                                   | 1966                                | Alajuelense                         | 2-1                                 | Saprissa                            | Fase Regular                        | ?                                             | ?                                        | ?                                   |
| ?                                   | ?                                   | 1966                                | Saprissa                            | 2-1                                 | Alajuelense                         | Fase Regular                        | ?                                             | ?                                        | Nacional                            |
| ?                                   | ?                                   | 1966                                | Alajuelense                         | 1-0                                 | Saprissa                            | Final                               | Gámez                                         |                                          | Nacional                            |
| ?                                   | ?                                   | 1966                                | Saprissa                            | 1-1                                 | Alajuelense                         | Final                               | Nuñez                                         | Marin(p)                                 | Nacional                            |
| ?                                   | ?                                   | 1967                                | Saprissa                            | 1-3                                 | Alajuelense                         | Fase Regular                        | ?                                             | ?                                        | ?                                   |
| ?                                   | ?                                   | 1967                                | Alajuelense                         | 2-3                                 | Saprissa                            | Fase Regular                        | ?                                             | ?                                        | Nacional                            |
| ?                                   | ?                                   | 1967                                | Saprissa                            | 1-1                                 | Alajuelense                         | Fase Regular                        | ?                                             | ?                                        | ?                                   |
| ?                                   | ?                                   | 1967                                | Alajuelense                         | 2-3                                 | Saprissa                            | Fase Regular                        | ?                                             | ?                                        | Nacional                            |
| ?                                   | ?                                   | 1968                                | Saprissa                            | 3-2                                 | Alajuelense                         | Fase Regular                        | ?                                             | ?                                        | ?                                   |
| ?                                   | ?                                   | 1968                                | Alajuelense                         | 1-2                                 | Saprissa                            | Fase Regular                        | ?                                             | ?                                        | Nacional                            |
| ?                                   | ?                                   | 1968                                | Saprissa                            | 1-3                                 | Alajuelense                         | Fase Regular                        | ?                                             | ?                                        | ?                                   |
| ?                                   | ?                                   | 1968                                | Alajuelense                         | 0-0                                 | Saprissa                            | Fase Regular                        | ?                                             | ?                                        | ?                                   |
| ?                                   | ?                                   | 1969                                | Saprissa                            | 3-0                                 | Alajuelense                         | Fase Regular                        | ?                                             | ?                                        | ?                                   |
| ?                                   | ?                                   | 1969                                | Alajuelense                         | 2-2                                 | Saprissa                            | Fase Regular                        | ?                                             | ?                                        | Nacional                            |
| ?                                   | ?                                   | 1969                                | Saprissa                            | 1-1                                 | Alajuelense                         | Fase Regular                        | ?                                             | ?                                        | ?                                   |
| ?                                   | ?                                   | 1970                                | Alajuelense                         | 1-1                                 | Saprissa                            | Fase Regular                        | ?                                             | ?                                        | Nacional                            |
| ?                                   | ?                                   | 1970                                | Saprissa                            | 0-1                                 | Alajuelense                         | Fase Regular                        | ?                                             |                                          | Nacional                            |
| ?                                   | ?                                   | 1970                                | Alajuelense                         | 0-0                                 | Saprissa                            | Fase Regular                        |                                               |                                          | Nacional                            |
| ?                                   | 27 de septiembre de 1970            | 1970                                | Saprissa                            | 2-5                                 | Alajuelense                         | Fase Regular                        | Sáenz(2), L. Mejia, Daniels(2)                | Marín, Jiménez                           | Nacional                            |
| ?                                   | ?                                   | 1971                                | Alajuelense                         | 2-1                                 | Saprissa                            | Fase Regular                        | ?                                             |                                          | Nacional                            |
| ?                                   | ?                                   | 1971                                | Saprissa                            | 0-1                                 | Alajuelense                         | Fase Regular                        | ?                                             |                                          | Nacional                            |
| ?                                   | ?                                   | 1971                                | Alajuelense                         | 1-2                                 | Saprissa                            | Fase Regular                        | ?                                             | ?                                        | Nacional                            |
| ?                                   | ?                                   | 1971                                | Saprissa                            | 0-0                                 | Alajuelense                         | Fase Regular                        |                                               |                                          | Nacional                            |
| ?                                   | ?                                   | 1971                                | Alajuelense                         | 2-1                                 | Saprissa                            | Final                               | Gámez,Piedra                                  | Solano                                   | Nacional                            |
| ?                                   | ?                                   | 1971                                | Saprissa                            | 4-2 (5-3) (1-3.p)                   | Alajuelense                         | Final                               | Gámez, Sáenz, Cordero                         | Jacques(2), Paniagua, Grant, Solano      | Nacional                            |
| Sin datos (1972-1975)               |                                     |                                     |                                     |                                     |                                     |                                     |                                               |                                          |                                     |
| ?                                   | 4 de enero de 1976                  | 1975                                | Alajuelense                         | 4-1                                 | Saprissa                            | Fase Final                          | ?                                             | ?                                        | Nacional                            |
| ?                                   | 1 de febrero de 1976                | 1975                                | Saprissa                            | 0-0                                 | Alajuelense                         | Fase Final                          | ?                                             | ?                                        | ?                                   |
| Sin datos (1975-1979)               |                                     |                                     |                                     |                                     |                                     |                                     |                                               |                                          |                                     |
| ?                                   | ?                                   | 1980                                | ?                                   | 2-1                                 | ?                                   | Fase Regular                        | ?                                             | ?                                        | ?                                   |
| ?                                   | ?                                   | 1980                                | ?                                   | 2-1                                 | ?                                   | Fase Regular                        | ?                                             | ?                                        | ?                                   |
| ?                                   | 28 de septiembre de 1980            | 1980                                | ?                                   | 4-1                                 | ?                                   | Fase Regular                        | ?                                             | ?                                        | ?                                   |
| ?                                   | ?                                   | 1980                                | ?                                   | 1-0                                 | ?                                   | Fase Regular                        | ?                                             |                                          | ?                                   |
| Sin datos (1981-1982)               |                                     |                                     |                                     |                                     |                                     |                                     |                                               |                                          |                                     |
| ?                                   | ?                                   | 1983                                | Alajuelense                         | 2-1                                 | Saprissa                            | Fase Regular                        | ?                                             | ?                                        | Morera Soto                         |
| ?                                   | ?                                   | 1983                                | Saprissa                            | 1-2                                 | Alajuelense                         | Fase Regular                        | ?                                             | ?                                        | Ricardo Saprissa                    |
| ?                                   | ?                                   | 1983                                | Alajuelense                         | 2-1                                 | Saprissa                            | Fase Regular                        | ?                                             | ?                                        | Morera Soto                         |
| ?                                   | ?                                   | 1983                                | Saprissa                            | 4-1                                 | Alajuelense                         | Fase Regular                        | ?                                             | ?                                        | Ricardo Saprissa                    |
| ?                                   | ?                                   | 1984                                | Alajuelense                         | 0-1                                 | Saprissa                            | Fase Regular                        |                                               | ?                                        | Morera Soto                         |
| ?                                   | 7 de julio de 1984                  | 1984                                | Saprissa                            | 1-1                                 | Alajuelense                         | Fase Regular                        | A. Solano                                     | ?                                        | Ricardo Saprissa                    |
| ?                                   | ?                                   | 1984                                | Alajuelense                         | 1-2                                 | Saprissa                            | Fase Regular                        | ?                                             | ?                                        | Morera Soto                         |
| ?                                   | ?                                   | 1984                                | Saprissa                            | 2-3                                 | Alajuelense                         | Fase Regular                        | ?                                             | ?                                        | Ricardo Saprissa                    |
| ?                                   | ?                                   | 1984                                | Saprissa                            | 1-0                                 | Alajuelense                         | Fase Final                          | ?                                             |                                          | Ricardo Saprissa                    |
| ?                                   | ?                                   | 1984                                | Alajuelense                         | 2-1                                 | Saprissa                            | Fase Final                          | ?                                             | ?                                        | Morera Soto                         |
| Sin datos (1985-1987)               |                                     |                                     |                                     |                                     |                                     |                                     |                                               |                                          |                                     |
| ?                                   | 18 de septiembre de 1988            | 1988                                | Saprissa                            | 2-2                                 | Alajuelense                         | Fase Regular                        | O. Ramírez, O. Arroyo(p)                      | M. Jiménez, V. Quesada                   | Ricardo Saprissa                    |
| ?                                   | 21 de diciembre de 1988             | 1988                                | Alajuelense                         | 0-3                                 | Saprissa                            | Fase Regular                        |                                               | E. Coronado(2), J. Cayasso               | Morera Soto                         |
| ?                                   | 29 de enero de 1989                 | 1988                                | Saprissa                            | 1-0                                 | Alajuelense                         | Fase Regular                        |                                               | E. Coronado                              | Ricardo Saprissa                    |
| ?                                   | 19 de abril de 1989                 | 1988                                | Alajuelense                         | 0-2                                 | Saprissa                            | Fase Regular                        |                                               | E. Coronado, C. Hidalgo                  | Morera Soto                         |
| ?                                   | 23 de julio de 1989                 | 1988                                | Saprissa                            | 2-2                                 | Alajuelense                         | Fase Final                          | A. Solano, O. Ramírez                         | A. Guimaraes, M. Montero(ag)             | Ricardo Saprissa                    |
| ?                                   | 13 de agosto de 1989                | 1988                                | Alajuelense                         | 0-0                                 | Saprissa                            | Fase Final                          |                                               |                                          | Morera Soto                         |
| Sin datos (1989)                    |                                     |                                     |                                     |                                     |                                     |                                     |                                               |                                          |                                     |
| Desierto (1990)                     |                                     |                                     |                                     |                                     |                                     |                                     |                                               |                                          |                                     |
| 160                                 | 30 de diciembre de 1990             | 1991                                | Saprissa                            | 2-1                                 | Alajuelense                         | Fase Regular                        | P. Fernández                                  | Hilario(2)                               | Ricardo Saprissa                    |
| 161                                 | 27 de febrero de 1991               | 1991                                | Alajuelense                         | 1-0                                 | Saprissa                            | Fase Regular                        | Solano                                        |                                          | Morera Soto                         |
| 162                                 | 19 de mayo de 1991                  | 1991                                | Saprissa                            | 0-1                                 | Alajuelense                         | Fase Regular                        | M. Montero                                    |                                          | Ricardo Saprissa                    |
| 163                                 | 4 de septiembre de 1991             | 1991                                | Alajuelense                         | 2-1                                 | Saprissa                            | Fase Regular                        | Arguedas, Chacón                              | Coronado                                 | Morera Soto                         |
| 164                                 | 27 de octubre de 1991               | 1991                                | Alajuelense                         | 2-1                                 | Saprissa                            | Final                               | M. Montero, Chacón                            | Jaikel                                   | Morera Soto                         |
| 165                                 | 3 de noviembre de 1991              | 1991                                | Saprissa                            | 0-1                                 | Alajuelense                         | Final                               | Berry                                         |                                          | Ricardo Saprissa                    |
| 166                                 | 26 de enero de 1992                 | 1992                                | Alajuelense                         | 2-2                                 | Saprissa                            | Fase Regular                        | O. Ramírez, Richard Smith                     | Arias, Guillén(ag)                       | Morera Soto                         |
| 167                                 | 11 de marzo de 1992                 | 1992                                | Saprissa                            | 1-1                                 | Alajuelense                         | Fase Regular                        | Montero(p)                                    | Díaz                                     | Ricardo Saprissa                    |
| 168                                 | 20 de mayo de 1992                  | 1992                                | Alajuelense                         | 0-0                                 | Saprissa                            | Fase Final                          |                                               |                                          | Morera Soto                         |
| 169                                 | 18 de junio de 1992                 | 1992                                | Saprissa                            | 0-2                                 | Alajuelense                         | Fase Final                          | A. Berry(2)p)                                 |                                          | Ricardo Saprissa                    |
| 170                                 | 21 de junio de 1992                 | 1992                                | Saprissa                            | 0-0                                 | Alajuelense                         | Final                               |                                               |                                          | Ricardo Saprissa                    |
| 171                                 | 28 de junio de 1992                 | 1992                                | Alajuelense                         | 1-0                                 | Saprissa                            | Final                               | O. Ramírez                                    |                                          | Morera Soto                         |
| 172                                 | ?                                   | 1992-93                             | ?                                   | ?                                   | ?                                   | Fase Regular                        | ?                                             | ?                                        | ?                                   |
| 173                                 | ?                                   | 1992-93                             | ?                                   | ?                                   | ?                                   | Fase Regular                        | ?                                             | ?                                        | ?                                   |
| 174                                 | 5 de junio de 1993                  | 1992-93                             | Alajuelense                         | 4-0                                 | Saprissa                            | Fase Final                          | Smith(2), Delgado, Jara                       |                                          | Morera Soto                         |
| 175                                 | ?                                   | 1992-93                             | Saprissa                            | ?                                   | Alajuelense                         | Fase Final                          | ?                                             | ?                                        | Ricardo Saprissa                    |
| 176                                 | ?                                   | 1993-94                             | Alajuelense                         | 1-1                                 | Saprissa                            | Fase Regular                        |                                               |                                          | Morera Soto                         |
| 177                                 | 10 de octubre de 1993               | 1993-94                             | Saprissa                            | 1-1                                 | Alajuelense                         | Fase Regular                        | J. Guillén                                    | Medford(p)                               | Ricardo Saprissa                    |
| 178                                 | ?                                   | 1993-94                             | Alajuelense                         | 2-1                                 | Saprissa                            | Fase Regular                        | ?                                             | ?                                        | Morera Soto                         |
| 179                                 | ?                                   | 1993-94                             | Saprissa                            | 1-0                                 | Alajuelense                         | Fase Regular                        | González(p)                                   |                                          | Ricardo Saprissa                    |
| 180                                 | 29 de mayo de 1994                  | 1993-94                             | Saprissa                            | 1-0                                 | Alajuelense                         | Final (Torneo)                      | Galbarini                                     |                                          | Ricardo Saprissa                    |
| 181                                 | 2 de junio de 1994                  | 1993-94                             | Alajuelense                         | 1-1                                 | Saprissa                            | Final (Torneo)                      | M. Herrera                                    | M. Montero (p)                           | Morera Soto                         |
| 182                                 | 5 de junio de 1994                  | 1993-94                             | Saprissa                            | 2-0                                 | Alajuelense                         | Final                               | González(p),Medford                           |                                          | Ricardo Saprissa                    |
| 183                                 | 19 de junio de 1994                 | 1993-94                             | Alajuelense                         | 2-1                                 | Saprissa                            | Final                               | Arnáez, Víquez                                | Myers                                    | Morera Soto                         |
| 184                                 | 18 de septiembre de 1994            | 1994-95                             | Alajuelense                         | 1-1                                 | Saprissa                            | Fase Regular                        | R. Lassiter                                   | R. Fonseca                               | Morera Soto                         |
| 185                                 | 20 de noviembre de 1994             | 1994-95                             | Saprissa                            | 2-1                                 | Alajuelense                         | Fase Regular                        | R. Fonseca, E.Coronado                        | W. Hernández                             | Ricardo Saprissa                    |
| 186                                 | 7 de enero de 1995                  | 1994-95                             | Alajuelense                         | 3-2                                 | Saprissa                            | Fase Regular                        | V. Badilla, Delgado, W. Hernández             | R. Myers, R. Fonseca                     | Morera Soto                         |
| 187                                 | 8 de marzo de 1995                  | 1994-95                             | Saprissa                            | 2-1                                 | Alajuelense                         | Fase Regular                        | R. Fonseca (2)                                | W. Hernández                             | Ricardo Saprissa                    |
| 188                                 | 28 de mayo de 1995                  | 1994-95                             | Alajuelense                         | 0-0                                 | Saprissa                            | Final (Torneo)                      |                                               |                                          | Morera Soto                         |
| 189                                 | 4 de junio de 1995                  | 1994-95                             | Saprissa                            | 1-1                                 | Alajuelense                         | Final (Torneo)                      | Arguedas                                      | J. Wanchope                              | Ricardo Saprissa                    |
| 190                                 | 11 de junio de 1995                 | 1994-95                             | Alajuelense                         | 1-3                                 | Saprissa                            | Final                               | Arguedas                                      | O. Ramírez, M. Myers, R. Fonseca         | Morera Soto                         |
| 191                                 | 18 de junio de 1995                 | 1994-95                             | Saprissa                            | 0-1                                 | Alajuelense                         | Final                               | V. Badilla                                    |                                          | Ricardo Saprissa                    |
| 192                                 | 1 de noviembre de 1995              | 1995-96                             | Saprissa                            | 0-0                                 | Alajuelense                         | Fase Regular                        |                                               |                                          | Ricardo Saprissa                    |
| 193                                 | 8 de diciembre de 1995              | 1995-96                             | Alajuelense                         | 1-1                                 | Saprissa                            | Fase Regular                        | Gómez                                         | G. Drummond                              | Morera Soto                         |
| 194                                 | 3 de febrero de 1996                | 1995-96                             | Saprissa                            | 1-0                                 | Alajuelense                         | Fase Regular                        |                                               | A. Sequeira                              | Ricardo Saprissa                    |
| 195                                 | 23 de marzo de 1996                 | 1995-96                             | Alajuelense                         | 0-0                                 | Saprissa                            | Fase Regular                        |                                               |                                          | Morera Soto                         |
| 196                                 | 23 de junio de 1996                 | 1995-96                             | Saprissa                            | 2-4                                 | Alajuelense                         | Semi Final                          | Marín, Arnaez, Ledezma, Gómez                 | R. Fonseca, R. Myers                     | Ricardo Saprissa                    |
| 197                                 | 30 de junio de 1996                 | 1995-96                             | Alajuelense                         | 2-3                                 | Saprissa                            | Semi Final                          | N. González, Gómez                            | R. Fonseca(2), G. Drummond               | Morera Soto                         |
| 198                                 | 22 de septiembre de 1996            | 1996-97                             | Saprissa                            | 1-0                                 | Alajuelense                         | Fase Regular                        |                                               | Arguedas                                 | Ricardo Saprissa                    |
| 199                                 | 2 de febrero de 1997                | 1996-97                             | Alajuelense                         | 2-1                                 | Saprissa                            | Fase Regular                        | W. López, Berry                               | R. González                              | Morera Soto                         |
| 200                                 | 21 de mayo de 1997                  | 1996-97                             | Alajuelense                         | 1-0                                 | Saprissa                            | Fase Final                          | W. López                                      |                                          | Morera Soto                         |
| 201                                 | 25 de mayo de 1997                  | 1996-97                             | Saprissa                            | 1-0                                 | Alajuelense                         | Fase Final                          |                                               | Arguedas                                 | Ricardo Saprissa                    |
| 202                                 | 2 de julio de 1997                  | 1996-97                             | Saprissa                            | 3-1                                 | Alajuelense                         | Final (Torneo)                      | V. Badilla                                    | Arguedas, Mahía, J. Drummond             | Ricardo Saprissa                    |
| 203                                 | 6 de julio de 1997                  | 1996-97                             | Alajuelense                         | 1-0                                 | Saprissa                            | Final (Torneo)                      | Mullins                                       |                                          | Morera Soto                         |
| 204                                 | 13 de julio de 1997                 | 1996-97                             | Saprissa                            | 2-3                                 | Alajuelense                         | Final                               | Miso, Mullins(2)                              | Mahía, G. Drummond                       | Ricardo Saprissa                    |
| 205                                 | 16 de julio de 1997                 | 1996-97                             | Alajuelense                         | 1-1                                 | Saprissa                            | Final                               | Miso                                          | Mahía                                    | Morera Soto                         |
| 206                                 | 26 de octubre de 1997               | 1997-98                             | Saprissa                            | 1-2                                 | Alajuelense                         | Fase Regular                        | W. López, R. Smith                            | Ilama                                    | Nacional                            |
| 207                                 | 7 de enero de 1998                  | 1997-98                             | Saprissa                            | 1-1                                 | Alajuelense                         | Final (Torneo)                      | Miso                                          | Centeno                                  | Ricardo Saprissa                    |
| 208                                 | 10 de enero de 1998                 | 1997-98                             | Alajuelense                         | 1-1 (2-1)                           | Saprissa                            | Final (Torneo)                      | Arnáez(p), Mahía(ag)                          | Larrea(p)                                | Morera Soto                         |
| 209                                 | 14 de marzo de 1998                 | 1997-98                             | Alajuelense                         | 2-0                                 | Saprissa                            | Fase Regular                        | R. Smith, Miso                                |                                          | Morera Soto                         |
| 210                                 | 31 de mayo de 1998                  | 1997-98                             | Saprissa                            | 0-1                                 | Alajuelense                         | Final (Torneo)                      | Martins                                       |                                          | Ricardo Saprissa                    |
| 211                                 | 7 de junio de 1998                  | 1997-98                             | Alajuelense                         | 0-2                                 | Saprissa                            | Final (Torneo)                      |                                               | A. Sequeira, G. Drummond                 | Morera Soto                         |
| 212                                 | 14 de junio de 1998                 | 1997-98                             | Saprissa                            | 2-1                                 | Alajuelense                         | Final                               | Martins                                       | Cordero, Campos(p)                       | Ricardo Saprissa                    |
| 213                                 | 21 de junio de 1998                 | 1997-98                             | Alajuelense                         | 0-0                                 | Saprissa                            | Final                               |                                               |                                          | Morera Soto                         |
| 214                                 | 30 de agosto de 1998                | 1998-99                             | Saprissa                            | 1-1                                 | Alajuelense                         | Fase Regular                        | Cubero                                        | Cordero                                  | Ricardo Saprissa                    |
| 215                                 | 29 de noviembre de 1998             | 1998-99                             | Alajuelense                         | 0-1                                 | Saprissa                            | Fase Regular                        |                                               | Ilama                                    | Morera Soto                         |
| 216                                 | 20 de enero de 1999                 | 1998-99                             | Saprissa                            | 2-0                                 | Alajuelense                         | Fase Regular                        |                                               | R. Myers, G. Drummond                    | Ricardo Saprissa                    |
| 217                                 | 4 de abril de 1999                  | 1998-99                             | Alajuelense                         | 1-1                                 | Saprissa                            | Fase Regular                        | Miso                                          | Saraiva                                  | Morera Soto                         |
| 218                                 | 15 de septiembre de 1999            | A 1999-00                           | Saprissa                            | 1-0                                 | Alajuelense                         | Fase Regular                        |                                               | G. Drummond                              | Ricardo Saprissa                    |
| 219                                 | 14 de noviembre de 1999             | A 1999-00                           | Alajuelense                         | 0-0                                 | Saprissa                            | Fase Regular                        |                                               |                                          | Morera Soto                         |
| 220                                 | 15 de enero de 2000                 | C 1999-00                           | Alajuelense                         | 1-0                                 | Saprissa                            | Fase Regular                        | Essinho                                       |                                          | Morera Soto                         |
| 221                                 | 1 de abril de 2000                  | C 1999-00                           | Saprissa                            | 4-0                                 | Alajuelense                         | Fase Regular                        |                                               | Rosella, Campos, G. Drummond, V. Montero | Ricardo Saprissa                    |
| 222                                 | 1 de octubre de 2000                | C 2000-01                           | Saprissa                            | 0-2                                 | Alajuelense                         | Fase Regular                        | Bryce(2)                                      |                                          | Ricardo Saprissa                    |
| 223                                 | 13 de diciembre de 2000             | C 2000-01                           | Alajuelense                         | 1-0                                 | Saprissa                            | Fase Regular                        | Bryce                                         |                                          | Morera Soto                         |
| 224                                 | 1 de abril de 2001                  | A 2000-01                           | Saprissa                            | 0-2                                 | Alajuelense                         | Fase Final                          | Bryce, Delgado                                |                                          | Ricardo Saprissa                    |
| 225                                 | 29 de abril de 2001                 | A 2000-01                           | Alajuelense                         | 2-0                                 | Saprissa                            | Fase Final                          | Bryce, Izaguirre                              |                                          | Morera Soto                         |
| 226                                 | 23 de septiembre de 2001            | C 2001-02                           | Alajuelense                         | 0-0                                 | Saprissa                            | Fase Regular                        |                                               |                                          | Morera Soto                         |
| 227                                 | 2 de diciembre de 2001              | C 2001-02                           | Saprissa                            | 0-1                                 | Alajuelense                         | Fase Regular                        | Wallace                                       |                                          | Ricardo Saprissa                    |
| 228                                 | 24 de febrero de 2002               | A 2001-02                           | Saprissa                            | 1-2                                 | Alajuelense                         | Fase Regular                        | R. Fonseca(2)                                 | D. Sequeira                              | Ricardo Saprissa                    |
| 229                                 | 6 de abril de 2002                  | A 2001-02                           | Alajuelense                         | 2-0                                 | Saprissa                            | Fase Regular                        | R. Fonseca, Miso                              |                                          | Morera Soto                         |
| 230                                 | 15 de septiembre de 2002            | C 2002-03                           | Saprissa                            | 0-1                                 | Alajuelense                         | Fase Regular                        | Scott                                         |                                          | Ricardo Saprissa                    |
| 231                                 | 30 de noviembre de 2002             | C 2002-03                           | Alajuelense                         | 1-1                                 | Saprissa                            | Fase Regular                        | Bryce                                         | A. Guevara                               | Morera Soto                         |
| 232                                 | 15 de marzo de 2003                 | A 2002-03                           | Alajuelense                         | 4-1                                 | Saprissa                            | Fase Regular                        | R. Fonseca(3), Miso                           | Cancela                                  | Morera Soto                         |
| 233                                 | 10 de mayo de 2003                  | A 2002-03                           | Saprissa                            | 0-0                                 | Alajuelense                         | Fase Regular                        |                                               |                                          | Ricardo Saprissa                    |
| 234                                 | 28 de septiembre de 2003            | A 2003-04                           | Alajuelense                         | 3-3                                 | Saprissa                            | Fase Regular                        | Miso, R. Fonseca, Nuñez                       | G. Drummond, Saborío (2)                 | Morera Soto                         |
| 235                                 | 7 de diciembre de 2003              | A 2003-04                           | Saprissa                            | 4-1                                 | Alajuelense                         | Fase Regular                        | Wilmer López                                  | Solís(2), J. López, G. Drummond          | Ricardo Saprissa                    |
| 236                                 | 22 de febrero de 2004               | C 2003-04                           | Saprissa                            | 2-1                                 | Alajuelense                         | Fase Regular                        | Ledezma                                       | Saborío, Centeno                         | Ricardo Saprissa                    |
| 237                                 | 18 de abril de 2004                 | C 2003-04                           | Alajuelense                         | 0-1                                 | Saprissa                            | Fase Regular                        |                                               | Saborío                                  | Morera Soto                         |
| 238                                 | 26 de septiembre de 2004            | A 2004-05                           | Alajuelense                         | 1-0                                 | Saprissa                            | Fase Regular                        | R. Fonseca                                    |                                          | Morera Soto                         |
| 239                                 | 15 de diciembre de 2004             | A 2004-05                           | Alajuelense                         | 1-1                                 | Saprissa                            | Semi Final                          | R. Fonseca                                    | Centeno                                  | Morera Soto                         |
| 240                                 | 19 de diciembre de 2004             | A 2004-05                           | Saprissa                            | 1-1 (1-1) (4-3.p)                   | Alajuelense                         | Semi Final                          | Alpizar                                       | J. Fonseca                               | Ricardo Saprissa                    |
| 241                                 | 13 de febrero de 2005               | C 2004-05                           | Saprissa                            | 1-0                                 | Alajuelense                         | Fase Regular                        |                                               | D. Sequeira                              | Ricardo Saprissa                    |
| 242                                 | 7 de mayo de 2005                   | C 2004-05                           | Alajuelense                         | 1-0                                 | Saprissa                            | Final (Torneo)                      | Izaguirre                                     |                                          | Morera Soto                         |
| 243                                 | 16 de mayo de 2005                  | C 2004-05                           | Saprissa                            | 2-2                                 | Alajuelense                         | Final (Torneo)                      | Hernández, Ruíz                               | Centeno, Solís                           | Ricardo Saprissa                    |
| 244                                 | 23 de octubre de 2005               | A 2005-06                           | Alajuelense                         | 1-1                                 | Saprissa                            | Fase Regular                        | Ruiz                                          | Centeno                                  | Morera Soto                         |
| 245                                 | 26 de febrero de 2006               | C 2005-06                           | Saprissa                            | 0-0                                 | Alajuelense                         | Fase Regular                        |                                               |                                          | Ricardo Saprissa                    |
| 246                                 | 17 de abril de 2006                 | C 2005-06                           | Alajuelense                         | 1-1                                 | Saprissa                            | Final (Torneo)                      | R. Fonseca                                    | Saborío                                  | Morera Soto                         |
| 247                                 | 22 de abril de 2006                 | C 2005-06                           | Saprissa                            | 2-1                                 | Alajuelense                         | Final (Torneo)                      | C. Hernández                                  | Centeno(2)                               | Ricardo Saprissa                    |
| 248                                 | 18 de octubre de 2006               | A 2006-07                           | Alajuelense                         | 0-1                                 | Saprissa                            | Fase Regular                        |                                               | Solís                                    | Morera Soto                         |
| 249                                 | 20 de diciembre de 2006             | A 2006-07                           | Saprissa                            | 2-0                                 | Alajuelense                         | Final (Torneo)                      |                                               | Solís, Alemán                            | Ricardo Saprissa                    |
| 250                                 | 23 de diciembre de 2006             | A 2006-07                           | Alajuelense                         | 0-2                                 | Saprissa                            | Final (Torneo)                      |                                               | Solís(2)(p)                              | Morera Soto                         |
| 251                                 | 17 de marzo de 2007                 | C 2006-07                           | Saprissa                            | 3-0                                 | Alajuelense                         | Fase Regular                        |                                               | Solís, Borges, Bolaños                   | Ricardo Saprissa                    |
| 252                                 | 10 de mayo de 2007                  | C 2006-07                           | Alajuelense                         | 1-1                                 | Saprissa                            | Final (Torneo)                      | C. Hernández                                  | Cordero                                  | Morera Soto                         |
| 253                                 | 13 de mayo de 2007                  | C 2006-07                           | Saprissa                            | 3-2                                 | Alajuelense                         | Final (Torneo)                      | Herrera, Nuñez                                | Bolaños,Badilla(2)                       | Ricardo Saprissa                    |

#### Campeonatos cortos
| E.                                  | Fecha                               | T.                                  | Local                               | Resultado                           | Visitante                           | Etapa                               | G. LDA                                           | G. SAP                                    | Estadio                             |
| Primera División (Campeonato Corto) | Primera División (Campeonato Corto) | Primera División (Campeonato Corto) | Primera División (Campeonato Corto) | Primera División (Campeonato Corto) | Primera División (Campeonato Corto) | Primera División (Campeonato Corto) | Primera División (Campeonato Corto)              | Primera División (Campeonato Corto)       | Primera División (Campeonato Corto) |
| ----------------------------------- | ----------------------------------- | ----------------------------------- | ----------------------------------- | ----------------------------------- | ----------------------------------- | ----------------------------------- | ------------------------------------------------ | ----------------------------------------- | ----------------------------------- |
| 254                                 | 30 de septiembre de 2007            | I 2007                              | Saprissa                            | 0-0                                 | Alajuelense                         | Fase Regular                        |                                                  |                                           | Ricardo Saprissa                    |
| 255                                 | 12 de diciembre de 2007             | I 2007                              | Alajuelense                         | 0-1                                 | Saprissa                            | Semi Final                          |                                                  | Alpízar                                   | Morera Soto                         |
| 256                                 | 16 de diciembre de 2007             | I 2007                              | Saprissa                            | 1-1                                 | Alajuelense                         | Semi Final                          | Nuñez                                            | Gómez                                     | Ricardo Saprissa                    |
| 257                                 | 16 de marzo de 2008                 | V 2008                              | Alajuelense                         | 0-1                                 | Saprissa                            | Fase Regular                        |                                                  | Solís                                     | Morera Soto                         |
| 258                                 | 25 de mayo de 2008                  | V 2008                              | Saprissa                            | 1-0                                 | Alajuelense                         | Final                               |                                                  | Alonso                                    | Ricardo Saprissa                    |
| 259                                 | 1 de junio de 2008                  | V 2008                              | Alajuelense                         | 0-1                                 | Saprissa                            | Final                               |                                                  | Barrantes                                 | Morera Soto                         |
| 260                                 | 27 de septiembre de 2008            | I 2008                              | Saprissa                            | 2-1                                 | Alajuelense                         | Fase Regular                        | Solorzano                                        | Borges,Alpízar                            | Ricardo Saprissa                    |
| 261                                 | 17 de diciembre de 2008             | I 2008                              | Alajuelense                         | 2-0                                 | Saprissa                            | Final                               | Oviedo(p),Herrera                                |                                           | Morera Soto                         |
| 262                                 | 20 de diciembre de 2008             | I 2008                              | Saprissa                            | 3-0                                 | Alajuelense                         | Final                               |                                                  | Alpízar,Alonso,Arrieta                    | Ricardo Saprissa                    |
| 263                                 | 7 de marzo de 2009                  | V 2009                              | Alajuelense                         | 1-2                                 | Saprissa                            | Fase Regular                        | Oviedo(p)                                        | Alonso,Centeno                            | Rosabal Cordero                     |
| 264                                 | 26 de septiembre de 2009            | I 2009                              | Alajuelense                         | 3-0                                 | Saprissa                            | Fase Regular                        | A. Fernández,Oviedo(p),Gabas                     |                                           | Morera Soto                         |
| 265                                 | 25 de noviembre de 2009             | I 2009                              | Saprissa                            | 0-2                                 | Alajuelense                         | Fase Regular                        | A. Rodríguez,Estrada                             |                                           | Ricardo Saprissa                    |
| 266                                 | 17 de marzo de 2010                 | V 2010                              | Saprissa                            | 1-0                                 | Alajuelense                         | Fase Regular                        |                                                  | Martínez                                  | Ricardo Saprissa                    |
| 267                                 | 4 de abril de 2010                  | V 2010                              | Alajuelense                         | 1-0                                 | Saprissa                            | Fase Regular                        | Ureña                                            |                                           | Morera Soto                         |
| 268                                 | 4 de agosto de 2010                 | I 2010                              | Saprissa                            | 0-0                                 | Alajuelense                         | Fase Regular                        |                                                  |                                           | Rosabal Cordero                     |
| 269                                 | 17 de enero de 2011                 | V 2011                              | Alajuelense                         | 2-1                                 | Saprissa                            | Fase Regular                        | A. Fernández,McDonald                            | Arrieta                                   | Morera Soto                         |
| 270                                 | 4 de agosto de 2011                 | I 2011                              | Alajuelense                         | 1-1                                 | Saprissa                            | Fase Regular                        | McDonald                                         | Mena                                      | Morera Soto                         |
| 271                                 | 9 de noviembre de 2011              | I 2011                              | Saprissa                            | 2-2                                 | Alajuelense                         | Fase Regular                        | McDonald(2)                                      | Arrieta,Mena                              | Ricardo Saprissa                    |
| 272                                 | 27 de noviembre de 2011             | I 2011                              | Saprissa                            | 0-1                                 | Alajuelense                         | Semi Final                          | Alpízar                                          |                                           | Ricardo Saprissa                    |
| 273                                 | 4 de diciembre de 2011              | I 2011                              | Alajuelense                         | 2-2                                 | Saprissa                            | Semi Final                          | Alpízar,A. Fernández                             | Maykol Ortiz,Martínez                     | Morera Soto                         |
| 274                                 | 12 de febrero de 2012               | V 2012                              | Alajuelense                         | 1-2                                 | Saprissa                            | Fase Regular                        | Gabas                                            | Davis(ag),Escoe                           | Morera Soto                         |
| 275                                 | 1 de abril de 2012                  | V 2012                              | Saprissa                            | 0-2                                 | Alajuelense                         | Fase Regular                        | Menéses,Ledezma                                  |                                           | Ricardo Saprissa                    |
| 276                                 | 25 de agosto de 2012                | I 2012                              | Saprissa                            | 2-2                                 | Alajuelense                         | Fase Regular                        | J. Gúzman(p),Gatgens                             | Cancela(p),D. Sequeira                    | Ricardo Saprissa                    |
| 277                                 | 4 de noviembre de 2012              | I 2012                              | Alajuelense                         | 2-3                                 | Saprissa                            | Fase Regular                        | Oviedo(p),Gabas                                  | Robinson(2),Castro                        | Morera Soto                         |
| 278                                 | 17 de febrero de 2013               | V 2013                              | Alajuelense                         | 3-1                                 | Saprissa                            | Fase Regular                        | Palacios,Sánchez,Alonso                          | J. Cordero                                | Morera Soto                         |
| 279                                 | 14 de abril de 2013                 | V 2013                              | Saprissa                            | 1-0                                 | Alajuelense                         | Fase Regular                        |                                                  | Vega                                      | Ricardo Saprissa                    |
| 280                                 | 22 de septiembre de 2013            | I 2013                              | Saprissa                            | 4-4                                 | Alajuelense                         | Fase Regular                        | Alpízar,Sancho,García,Robinson(ag)               | Estrada,Barquero(2),D. Ramírez            | Nacional                            |
| 281                                 | 10 de noviembre de 2013             | I 2013                              | Alajuelense                         | 3-0                                 | Saprissa                            | Fase Regular                        | Palacios,Porfirio López,Venegas                  |                                           | Nacional                            |
| 282                                 | 1 de diciembre de 2013              | I 2013                              | Saprissa                            | 1-0                                 | Alajuelense                         | Semi Final                          |                                                  | Vega                                      | Ricardo Saprissa                    |
| 283                                 | 9 de diciembre de 2013              | I 2013                              | Alajuelense                         | 1-0                                 | Saprissa                            | Semi Final                          | Porfirio López                                   |                                           | Morera Soto                         |
| 284                                 | 23 de febrero de 2014               | V 2014                              | Alajuelense                         | 0-0                                 | Saprissa                            | Fase Regular                        |                                                  |                                           | Nacional                            |
| 285                                 | 12 de abril de 2014                 | V 2014                              | Saprissa                            | 3-1                                 | Alajuelense                         | Fase Regular                        | Gutiérrez                                        | Waston,Saucedo(p),Bustos                  | Ricardo Saprissa                    |
| 286                                 | 5 de mayo de 2014                   | V 2014                              | Alajuelense                         | 0-0                                 | Saprissa                            | Final                               |                                                  |                                           | Morera Soto                         |
| 287                                 | 10 de mayo de 2014                  | V 2014                              | Saprissa                            | 1-0                                 | Alajuelense                         | Final                               |                                                  | Araúz                                     | Ricardo Saprissa                    |
| 288                                 | 1 de octubre de 2014                | I 2014                              | Saprissa                            | 0-2                                 | Alajuelense                         | Fase Regular                        | McDonald,Gabas                                   |                                           | Ricardo Saprissa                    |
| 289                                 | 9 de noviembre de 2014              | I 2014                              | Alajuelense                         | 0-2                                 | Saprissa                            | Fase Regular                        |                                                  | A. Rodríguez,Machado                      | Nacional                            |
| 290                                 | 4 de diciembre de 2014              | I 2014                              | Saprissa                            | 1-0                                 | Alajuelense                         | Semi Final                          |                                                  | Mora                                      | Ricardo Saprissa                    |
| 291                                 | 8 de diciembre de 2014              | I 2014                              | Alajuelense                         | 1-1                                 | Saprissa                            | Semi Final                          | J. Ortiz                                         | Vega                                      | Morera Soto                         |
| 292                                 | 22 de febrero de 2015               | V 2015                              | Alajuelense                         | 0-2                                 | Saprissa                            | Fase Regular                        |                                                  | J. Smith,Colindres                        | Nacional                            |
| 293                                 | 12 de abril de 2015                 | V 2015                              | Saprissa                            | 1-1                                 | Alajuelense                         | Fase Regular                        | Venegas(p)                                       | Pemberton(ag)                             | Ricardo Saprissa                    |
| 294                                 | 10 de mayo de 2015                  | V 2015                              | Alajuelense                         | 2-0                                 | Saprissa                            | Semi Final                          | McDonald(2)                                      |                                           | Morera Soto                         |
| 295                                 | 13 de mayo de 2015                  | V 2015                              | Saprissa                            | 1-0                                 | Alajuelense                         | Semi Final                          |                                                  | Vega                                      | Ricardo Saprissa                    |
| 296                                 | 13 de septiembre de 2015            | I 2015                              | Saprissa                            | 1-2                                 | Alajuelense                         | Fase Regular                        | J. Ortiz, A. Guevara                             | D. Ramírez                                | Ricardo Saprissa                    |
| 297                                 | 8 de noviembre de 2015              | I 2015                              | Alajuelense                         | 1-0                                 | Saprissa                            | Fase Regular                        | Discua                                           |                                           | Nacional                            |
| 298                                 | 20 de diciembre de 2015             | I 2015                              | Saprissa                            | 2-0                                 | Alajuelense                         | Final                               |                                                  | F. Calvo(2)                               | Ricardo Saprissa                    |
| 299                                 | 23 de diciembre de 2015             | I 2015                              | Alajuelense                         | 1-2                                 | Saprissa                            | Final                               | McDonald                                         | A. Imperiale,D. Colindres                 | Morera Soto                         |
| 300                                 | 21 de febrero de 2016               | V 2016                              | Alajuelense                         | 1-0                                 | Saprissa                            | Fase Regular                        | Gabas                                            |                                           | Morera Soto                         |
| 301                                 | 17 de abril de 2016                 | V 2016                              | Saprissa                            | 1-0                                 | Alajuelense                         | Fase Regular                        |                                                  | Colindres                                 | Ricardo Saprissa                    |
| 302                                 | 30 de abril de 2016                 | V 2016                              | Alajuelense                         | 2-0                                 | Saprissa                            | Semi Final                          | J. Ortiz, Rojas                                  |                                           | Morera Soto                         |
| 303                                 | 4 de mayo de 2016                   | V 2016                              | Saprissa                            | 1-3                                 | Alajuelense                         | Semi Final                          | J. Ortiz(2),D. Madrigal(p)                       | D. Flores                                 | Ricardo Saprissa                    |
| 304                                 | 14 de agosto de 2016                | I 2016                              | Alajuelense                         | 1-2                                 | Saprissa                            | Fase Regular                        | C. Menéses                                       | D. Colindres, R. Blackburn                | Morera Soto                         |
| 305                                 | 29 de octubre de 2016               | I 2016                              | Saprissa                            | 2-0                                 | Alajuelense                         | Fase Regular                        |                                                  | D. Guzmán,M. Angulo                       | Ricardo Saprissa                    |
| 306                                 | 1 de diciembre de 2016              | I 2016                              | Saprissa                            | 2-1                                 | Alajuelense                         | Fase Final                          | J. Woodly                                        | D. Guzmán,U. Segura                       | Ricardo Saprissa                    |
| 307                                 | 7 de diciembre de 2016              | I 2016                              | Alajuelense                         | 1-1                                 | Saprissa                            | Fase Final                          | J. McDonald                                      | Mora                                      | Morera Soto                         |
| 308                                 | 5 de febrero de 2017                | V 2017                              | Saprissa                            | 2-1                                 | Alajuelense                         | Fase Regular                        | Gutiérrez                                        | Colindres,Cascante                        | Ricardo Saprissa                    |
| 309                                 | 1 de abril de 2017                  | V 2017                              | Alajuelense                         | 3-1                                 | Saprissa                            | Fase Regular                        | J. McDonald,M. Umaña(p),K. Gutiérrez             | J. Smith(p)                               | Morera Soto                         |
| 310                                 | 27 de agosto de 2017                | A 2017                              | Alajuelense                         | 2-0                                 | Saprissa                            | Fase Regular                        | McDonald(2)                                      |                                           | Morera Soto                         |
| 311                                 | 29 de octubre de 2017               | A 2017                              | Saprissa                            | 2-0                                 | Alajuelense                         | Fase Regular                        |                                                  | K. Frederick(ag),M. Torres                | Ricardo Saprissa                    |
| 312                                 | 28 de enero de 2018                 | C 2018                              | Saprissa                            | 3-1                                 | Alajuelense                         | Fase Regular                        | J. McDonald(p)                                   | M. Angulo, D. Ramírez, J. Venegas         | Nacional                            |
| 313                                 | 25 de marzo de 2018                 | C 2018                              | Alajuelense                         | 3-3                                 | Saprissa                            | Fase Regular                        | R. Rojas, A. López, J. McDonald(p)               | J. Moya, P. Gabas(ag), J. Bengston        | Morera Soto                         |
| 314                                 | 22 de abril de 2018                 | C 2018                              | Alajuelense                         | 3-3                                 | Saprissa                            | Fase Final                          | J. McDonald, R. Rojas, J. Cubero                 | H. Moura(2), A. Rodríguez                 | Morera Soto                         |
| 315                                 | 13 de mayo de 2018                  | C 2018                              | Saprissa                            | 1-1                                 | Alajuelense                         | Fase Final                          | A. Arroyo                                        | D. Ramírez                                | Ricardo Saprissa                    |
| 316                                 | 2 de septiembre de 2018             | A 2018                              | Alajuelense                         | 1-0                                 | Saprissa                            | Fase Regular                        | J. McDonald                                      |                                           | Morera Soto                         |
| 317                                 | 21 de octubre de 2018               | A 2018                              | Saprissa                            | 2-1                                 | Alajuelense                         | Fase Regular                        | R. Rojas                                         | J. Cubero(ag), M. Torres                  | Ricardo Saprissa                    |
| 318                                 | 9 de febrero de 2019                | C 2019                              | Saprissa                            | 0-0                                 | Alajuelense                         | Fase Regular                        |                                                  |                                           | Ricardo Saprissa                    |
| 319                                 | 6 de abril de 2019                  | C 2019                              | Alajuelense                         | 1-1                                 | Saprissa                            | Fase Regular                        | B. Sequeira                                      | M. Angulo                                 | Morera Soto                         |
| 320                                 | 10 de agosto de 2019                | A 2019                              | Alajuelense                         | 1-2                                 | Saprissa                            | Fase Regular                        | J. Cubero                                        | J. Venegas(p), R. Leal                    | Morera Soto                         |
| 321                                 | 6 de octubre de 2019                | A 2019                              | Saprissa                            | 2-5                                 | Alajuelense                         | Fase Regular                        | A. Lassiter(2), J. Moya, M. Ureña, J. Cubero     | D. Ramírez(2)                             | Ricardo Saprissa                    |
| 322                                 | 9 de febrero de 2020                | C 2020                              | Saprissa                            | 1-1                                 | Alajuelense                         | Fase Regular                        | J. McDonald                                      | C. Bolaños                                | Ricardo Saprissa                    |
| 323                                 | 31 de mayo de 2020                  | C 2020                              | Alajuelense                         | 2-2                                 | Saprissa                            | Fase Regular                        | A. Lassiter, A. Guevara                          | A. Rodríguez(2)                           | Morera Soto                         |
| 324                                 | 24 de junio de 2020                 | C 2020                              | Alajuelense                         | 0-2                                 | Saprissa                            | Final (Torneo)                      |                                                  | A. Rodríguez, E. Rodríguez                | Morera Soto                         |
| 325                                 | 29 de junio de 2020                 | C 2020                              | Saprissa                            | 1-0                                 | Alajuelense                         | Final (Torneo)                      |                                                  | M. Torres                                 | Ricardo Saprissa                    |
| 326                                 | 31 de octubre de 2020               | A 2020                              | Saprissa                            | 2-3                                 | Alajuelense                         | Fase Regular                        | J. Moya(2)(p), A. Saborío                        | J. Venegas, M. Barrantes                  | Ricardo Saprissa                    |
| 327                                 | 7 de febrero de 2021                | C 2021                              | Alajuelense                         | 3-1                                 | Saprissa                            | Fase Regular                        | E. Espíndola(ag), M. Hernández, J. Montenegro    | D. Colindres                              | Morera Soto                         |
| 328                                 | 18 de abril de 2021                 | C 2021                              | Saprissa                            | 0-5                                 | Alajuelense                         | Fase Regular                        | A. López, J. Venegas(2), J.Montenegro, A. Suárez |                                           | Ricardo Saprissa                    |
| 329                                 | 16 de mayo de 2021                  | C 2021                              | Saprissa                            | 4-3                                 | Alajuelense                         | Semi Final                          | J. Venegas, B. Ruiz(p), A. Martínez              | C. Bolaños(2), E. Espindola, Y. Román(ag) | Ricardo Saprissa                    |
| 330                                 | 19 de mayo de 2021                  | C 2021                              | Alajuelense                         | 2-2                                 | Saprissa                            | Semi Final                          | D. Arreola, A. Martínez                          | C. Bolaños(p), D. Guzmán                  | Morera Soto                         |
| 331                                 | 28 de agosto de 2021                | A 2021                              | Saprissa                            | 4-2                                 | Alajuelense                         | Fase Regular                        | A. Martínez(2)                                   | M. Torres(2)(p), K. Waston, J. Pemberton  | Ricardo Saprissa                    |
| 332                                 | 30 de octubre de 2021               | A 2021                              | Alajuelense                         | 0-0                                 | Saprissa                            | Fase Regular                        |                                                  |                                           | Morera Soto                         |
| 333                                 | 9 de diciembre de 2021              | A 2021                              | Saprissa                            | 2-1                                 | Alajuelense                         | Final (Torneo)                      | G.Torres                                         | C. Bolaños, J. Marín                      | Ricardo Saprissa                    |
| 334                                 | 12 de diciembre de 2021             | A 2021                              | Alajuelense                         | 0-0                                 | Saprissa                            | Final (Torneo)                      |                                                  |                                           | Morera Soto                         |
| 335                                 | 13 de febrero de 2022               | C 2022                              | Alajuelense                         | 0-1                                 | Saprissa                            | Fase Regular                        |                                                  | J. Hadden                                 | Nacional                            |
| 336                                 | 27 de abril de 2022                 | C 2022                              | Saprissa                            | 2-0                                 | Alajuelense                         | Fase Regular                        |                                                  | A. David, A. Reyes                        | Nacional                            |
| 337                                 | 19 de junio de 2022                 | C 2022                              | Saprissa                            | 1-1                                 | Alajuelense                         | Semi Final                          | J. Venegas                                       | K. Waston                                 | Nacional                            |
| 338                                 | 22 de junio de 2022                 | C 2022                              | Alajuelense                         | 3-1                                 | Saprissa                            | Semi Final                          | C. Mora, G. González, F. Góndola                 | J. Marín                                  | Morera Soto                         |
| 339                                 | 10 de septiembre de 2022            | A 2022                              | Alajuelense                         | 0-1                                 | Saprissa                            | Fase Regular                        |                                                  | J. East                                   | Morera Soto                         |
| 340                                 | 8 de octubre de 2022                | A 2022                              | Alajuelense                         | 0-0                                 | Saprissa                            | Semi Final                          |                                                  |                                           | Morera Soto                         |
| 341                                 | 14 de octubre de 2022               | A 2022                              | Saprissa                            | 2-0                                 | Alajuelense                         | Semi Final                          |                                                  | P. Arboine, L. Paradela                   | Ricardo Saprissa                    |
| 342                                 | 3 de febrero de 2023                | C 2023                              | Saprissa                            | 1-1                                 | Alajuelense                         | Fase Regular                        | C. Mora                                          | K. Waston                                 | Ricardo Saprissa                    |
| 343                                 | 2 de abril de 2023                  | C 2023                              | Alajuelense                         | 0-2                                 | Saprissa                            | Fase Regular                        |                                                  | L. Paradela, D. Guzmán                    | Morera Soto                         |
| 344                                 | 18 de mayo de 2023                  | C 2023                              | Alajuelense                         | 3-0                                 | Saprissa                            | Final (Torneo)                      | P. Arboine(ag), A. López, C. Mora                |                                           | Morera Soto                         |
| 345                                 | 21 de mayo de 2023                  | C 2023                              | Saprissa                            | 1-0                                 | Alajuelense                         | Final (Torneo)                      |                                                  | M. Torres                                 | Ricardo Saprissa                    |
| 346                                 | 25 de mayo de 2023                  | C 2023                              | Alajuelense                         | 1-0                                 | Saprissa                            | Final                               | C. Mora                                          |                                           | Morera Soto                         |
| 347                                 | 28 de mayo de 2023                  | C 2023                              | Saprissa                            | 3-1                                 | Alajuelense                         | Final                               | C. Borges                                        | W. Madrigal, J. East, L. Paradela         | Ricardo Saprissa                    |
| 348                                 | 3 de septiembre de 2023             | A 2023                              | Alajuelense                         | 2-1                                 | Saprissa                            | Fase Regular                        | J. Campbell (2)                                  | A. Rodríguez                              | Morera Soto                         |
| 349                                 | 4 de noviembre de 2023              | A 2023                              | Saprissa                            | 1-0                                 | Alajuelense                         | Fase Regular                        |                                                  | F. Escobar                                | Ricardo Saprissa                    |
| 350                                 | 16 de febrero de 2024               | C 2024                              | Saprissa                            | 0-0                                 | Alajuelense                         | Fase Regular                        |                                                  |                                           | Ricardo Saprissa                    |
| 351                                 | 20 de abril de 2024                 | C 2024                              | Alajuelense                         | 2-2                                 | Saprissa                            | Fase Regular                        | C. Mora, J. Campbell(p)                          | K. Gómez, L. Paradela                     | Morera Soto                         |
| 352                                 | 22 de mayo de 2024                  | C 2024                              | Alajuelense                         | 1-0                                 | Saprissa                            | Final (Torneo)                      | J. Navarro                                       |                                           | Morera Soto                         |
| 353                                 | 26 de mayo de 2024                  | C 2024                              | Saprissa                            | 3-0                                 | Alajuelense                         | Final (Torneo)                      |                                                  | A. Rodríguez, L. Paradela, O. Sinclair    | Ricardo Saprissa                    |
| 354                                 | 1 de septiembre de 2024             | A 2024                              | Alajuelense                         | 1-1                                 | Saprissa                            | Fase Regular                        | A. Cardoso                                       | A. Rodríguez                              | Morera Soto                         |
| 355                                 | 2 de noviembre de 2024              | A 2024                              | Saprissa                            | 3-0                                 | Alajuelense                         | Fase Regular                        |                                                  | J. East, D. Guzmán, M. Torres             | Ricardo Saprissa                    |
| 356                                 | 9 de febrero de 2025                | C 2025                              | Saprissa                            | 1-1                                 | Alajuelense                         | Fase Regular                        | A. Cardoso                                       | S. Merino                                 | Ricardo Saprissa                    |
| 357                                 | 21 de abril de 2025                 | C 2025                              | Alajuelense                         | 1-1                                 | Saprissa                            | Fase Regular                        | D. Campos                                        | A. Rodrigruez                             | Morera Soto                         |
| 358                                 | 18 de mayo de 2025                  | C 2025                              | Saprissa                            | 3-3                                 | Alajuelense                         | Final (Torneo)                      | A. Bran, J. Lucumí, C. Borges                    | F. Escobar, O Duarte, O. Sinclair         | Ricardo Saprissa                    |
| 359                                 | 21 de mayo de 2025                  | C 2025                              | Alajuelense                         | 1-0                                 | Saprissa                            | Final (Torneo)                      | A. Bran                                          |                                           | Morera Soto                         |

### Goleadas
Marcadores con más anotaciones en el clásico.

#### Primera División
- Mejor diferencia de Saprissa en Tibás: 4, marcador de 4-0.
- Mejor diferencia de Alajuelense en Alajuela: 4, marcador de 4-0.

#### Historial General
| Fecha                    | Competición                      | Edición       | Etapa              | Ganador     | Resultado |
| ------------------------ | -------------------------------- | ------------- | ------------------ | ----------- | --------- |
| 2 de abril de 1950       | Liga                             | 1950          | Fase Regular       | Alajuelense | 4-0       |
| 20 de agosto de 1950     | Copa                             | 1950          | Semifinal          | Saprissa    | 3-0       |
| 22 de octubre de 1950    | Liga                             | 1950          | Fase Regular       | Saprissa    | 5-1       |
| 28 de octubre de 1951    | Liga                             | 1951          | Fase Regular       | Alajuelense | 4-0       |
| 13 de mayo de 1956       | Liga                             | 1956          | Fase Regular       | Alajuelense | 4-1       |
| 2 de noviembre de 1958   | Liga                             | 1958          | Fase Regular       | Saprissa    | 5-1       |
| 5 de abril de 1959       | Liga                             | 1959          | Fase Regular       | Alajuelense | 4-2       |
| 14 de agosto de 1960     | Liga                             | 1960          | Fase Regular       | Alajuelense | 3-0       |
| 18 de mayo de 1969       | Liga                             | 1969          | ?                  | Saprissa    | 3-0       |
| 27 de septiembre de 1970 | Liga                             | 1970          | Fase Regular       | Alajuelense | 5-2       |
| 14 de noviembre de 1971  | Copa de Campeones de la CONCACAF | 1971          | Segunda Ronda      | Alajuelense | 5-1       |
| 21 de noviembre de 1971  | Copa de Campeones de la CONCACAF | 1971          | Segunda Ronda      | Saprissa    | 3-0       |
| 2 de julio de 1972       | Liga                             | 1972          | Fase Regular       | Saprissa    | 4-0       |
| 28 de febrero de 1973    | Fraternidad Centroamericana      | 1973          | Fase Final         | Saprissa    | 5-1       |
| 15 de septiembre de 1974 | Liga                             | 1974          | ?                  | Saprissa    | 5-1       |
| 4 de enero de 1976       | Liga                             | 1975          | Fase Final         | Alajuelense | 4-1       |
| 26 de junio de 1977      | Liga                             | 1977          | Fase Regular       | Saprissa    | 3-0       |
| 28 de agosto de 1977     | Liga                             | 1977          | ?                  | Saprissa    | 3-0       |
| 28 de septiembre de 1980 | Liga                             | 1980          | Fase Regular       | Alajuelense | 4-1       |
| 1981                     | Liga                             | 1981          | ?                  | Saprissa    | 4-2       |
| 24 de noviembre de 1981  | Liga                             | 1981          | Fase Final         | Saprissa    | 4-0       |
| 28 de septiembre de 1983 | Liga                             | 1983          | Fase Regular       | Saprissa    | 4-1       |
| 4 de abril de 1987       | Liga                             | 1986          | Fase Final         | Alajuelense | 3-0       |
| 21 de diciembre de 1988  | Liga                             | 1988          | Fase Regular       | Saprissa    | 3-0       |
| 28 de marzo de 1990      | Liga                             | 1989          | ?                  | Saprissa    | 3-0       |
| 5 de junio de 1993       | Liga                             | 1992-93       | Fase Final         | Alajuelense | 4-0       |
| 23 de junio de 1996      | Liga                             | 1995-96       | Semifinal          | Alajuelense | 4-2       |
| 19 de mayo de 1996       | Grandes de Centroamérica         | 1996          | Fase Regular       | Saprissa    | 5-0       |
| 26 de mayo de 1996       | Grandes de Centroamérica         | 1996          | Fase Regular       | Alajuelense | 3-0       |
| 31 de mayo de 1997       | Grandes de Centroamérica         | 1997          | Semifinal          | Saprissa    | 4-0       |
| 1 de abril de 2000       | Liga                             | 1999-00       | Fase Regular       | Saprissa    | 4-0       |
| 15 de marzo de 2003      | Liga                             | 2002-03       | Fase Regular       | Alajuelense | 4-1       |
| 7 de diciembre de 2003   | Liga                             | 2003-04       | Fase Regular       | Saprissa    | 4-1       |
| 12 de mayo de 2004       | Copa de Campeones de la CONCACAF | 2004          | Final              | Alajuelense | 4-0       |
| 17 de marzo de 2007      | Liga                             | 2006-07       | Fase Regular       | Saprissa    | 3-0       |
| 20 de diciembre de 2008  | Liga                             | Invierno 2008 | Final              | Saprissa    | 3-0       |
| 26 de septiembre de 2009 | Liga                             | Invierno 2009 | Fase Regular       | Alajuelense | 3-0       |
| 10 de noviembre de 2013  | Liga                             | Invierno 2013 | Primera Fase       | Alajuelense | 3-0       |
| 6 de octubre de 2019     | Liga                             | Apertura 2019 | Primera Fase       | Alajuelense | 5-2       |
| 18 de abril de 2021      | Liga                             | Clausura 2021 | Primera Fase       | Alajuelense | 5-0       |
| 4 de agosto de 2021      | Supercopa                        | 2021          | Final              | Saprissa    | 4-1       |
| 28 de agosto de 2021     | Liga                             | Apertura 2021 | Primera Fase       | Saprissa    | 4-2       |
| 18 de mayo de 2023       | Liga                             | Clausura 2023 | Final Segunda Fase | Alajuelense | 3-0       |
| 26 de mayo de 2024       | Liga                             | Clausura 2024 | Final Segunda Fase | Saprissa    | 3-0       |
| 2 de noviembre de 2024   | Liga                             | Apertura 2024 | Primera Fase       | Saprissa    | 3-0       |

#### Goleadas como visitantes

##### Alajuelense en el Estadio Ricardo Saprissa
- Más goles de Alajuelense en Tibás: 5, marcador de 0-5.
- Mayor diferencia de goles de Alajuelense en Tibás: 5, marcador de 0-5.

| Fecha                | Competición | Edición       | Etapa        | Ganador     | Resultado |
| -------------------- | ----------- | ------------- | ------------ | ----------- | --------- |
| 26 de junio de 1977  | Liga        | 1977          | Fase Regular | Alajuelense | 3-0       |
| 4 de abril de 1987   | Liga        | 1986          | Fase Final   | Alajuelense | 3-0       |
| 23 de junio de 1996  | Liga        | 1995-96       | Semifinal    | Alajuelense | 4-2       |
| 6 de octubre de 2019 | Liga        | Apertura 2019 | Primera Fase | Alajuelense | 5-2       |
| 18 de abril de 2021  | Liga        | Clausura 2021 | Primera Fase | Alajuelense | 5-0       |

##### Saprissa en el Estadio Alejandro Morera Soto
- Más goles de Saprissa en Alajuela: 4, marcador de 3-4.
- Mayor diferencia de goles de Saprissa en Alajuela: 3, marcador de 0-3.

| Fecha                   | Competición                      | Edición | Etapa         | Ganador  | Resultado |
| ----------------------- | -------------------------------- | ------- | ------------- | -------- | --------- |
| 18 de mayo de 1969      | Liga                             | 1969    | ?             | Saprissa | 3-0       |
| 21 de noviembre de 1971 | Copa de Campeones de la CONCACAF | 1971    | Segunda Ronda | Saprissa | 3-0       |
| 21 de diciembre de 1988 | Liga                             | 1988    | Fase Regular  | Saprissa | 3-0       |